# Käthe Kollwitz

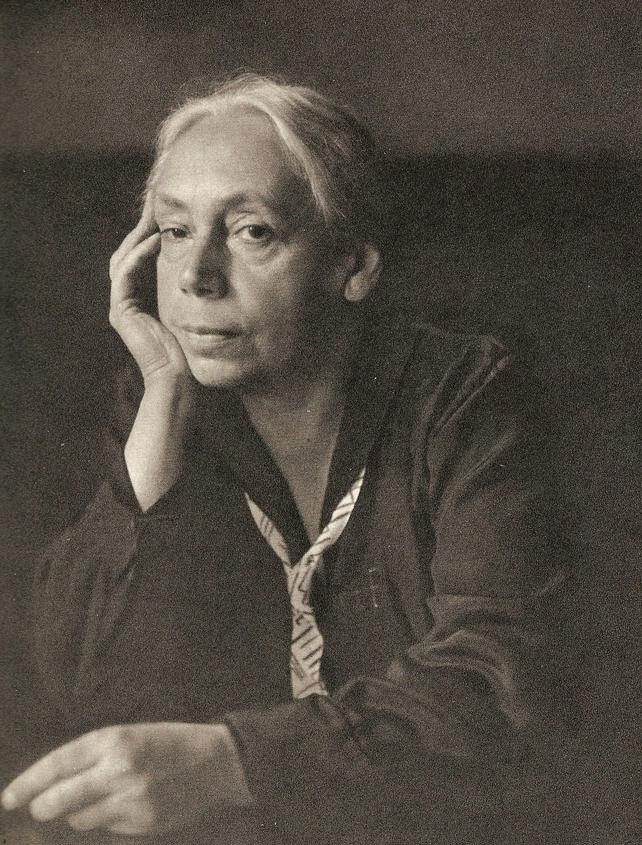
Käthe Kollwitz, fotografada por Hugo Erfurth, 1927

Käthe Kollwitz (Königsberg, Província da Prússia, atual Kaliningrad, Rússia, 8 de Julho de 1867 - Moritzburg (Saxónia), 22 de Abril de 1945) foi uma importante desenhista, pintora, gravurista e escultora alemã, cuja obra reflete uma eloquente visão das condições humanas na primeira metade do século XX. Kollwitz foi uma das mais importantes artistas dentro do movimento expressionista alemão e certamente uma das artistas mais politicamente engajadas do século XX. Como legado de sua participação política, Kollwitz defendeu o movimento feminista, pautas progressistas e eternizou as mulheres da classe proletária em suas pinturas.

## Política
Kollwitz se declarava progressista e apoiou abertamente o partido Partido Comunista Alemão. Como parte de seu legado e atuação política, a artista utilizou sua arte como forma de mobilizar temas sensíveis e em disputa na Alemanha durante o período da República de Weimar. Em 1923, como parte de seu legado político e em apoio ao movimento feminista alemão, Kollwitz produziu um pôster com os dizeres “Nieder mit dem Abtreibungsparagraphen!” (Abolir a Lei do aborto!). O pôster foi encomendado pelo gabinete das mulheres do KPD (Partido Comunista Alemão), para uma campanha contra o parágrafo 218, que criminalizava e punia judicialmente o aborto na Alemanha. Kollwitz defendia que a gravidez indesejada contribuía para o agravamento da situação de pobreza e miséria enfrentada pela classe trabalhadora na Alemanha afetada pelo tratado de Versalhes, além de ressaltar os problemas de sobrecarga e duplas jornadas de trabalho enfrentadas pelas mulheres. Em 1912, já renomada internacionalmente, fundou a Associação Artística Feminina, que reivindicava a admissão da mulher em academias, quer como aluna, quer como professora, além de uma participação mais igualitária em exposições e juris.
Em 1919, Käthe Kollwitz é eleita membro da Academia de Belas-Artes e tornou-se a primeira mulher a fazer parte dessa instituição. Às vésperas da consolidação do poder de Hitler na Alemanha, Kollwitz participou do abaixo assinado a favor da união entre os partidos de esquerda da Alemanha. Após a ascensão do partido nazista, Kollwitz foi destituída de sua cátedra na Academia de Belas-Artes de Munique, além de ter sido proibida de trabalhar e expor suas obras e ameaçada pela Gestapo. Para Kollwitz, a guerra significou um fim de vida doloroso, pois representava a derrota de seus ideais pacifistas.

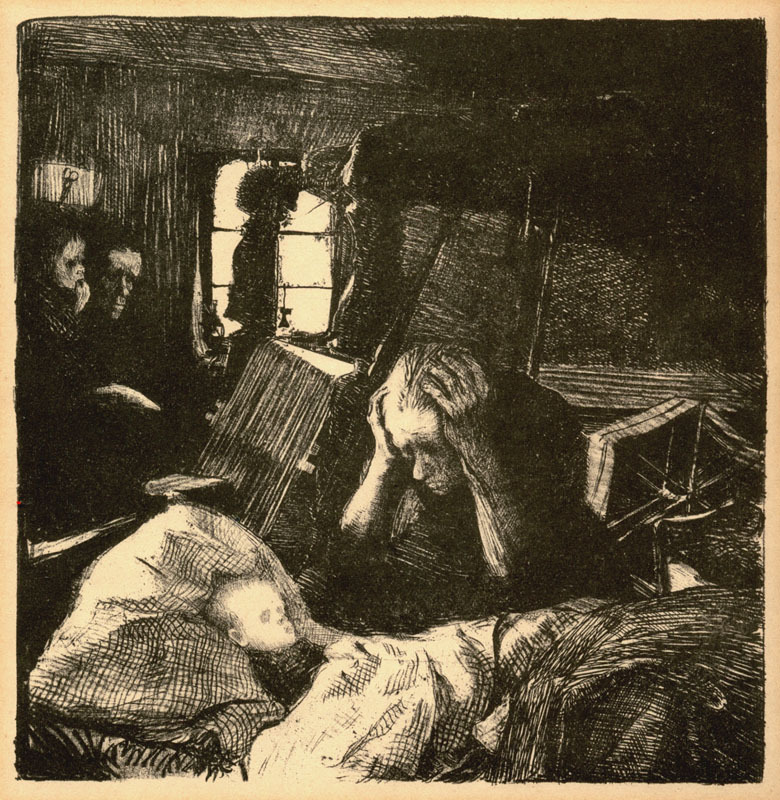
Não, folha 1 do ciclo “A Rebelião de Weber”, 1893-97, litografia com giz e caneta, raspador e agulha raspadora, Kn 33
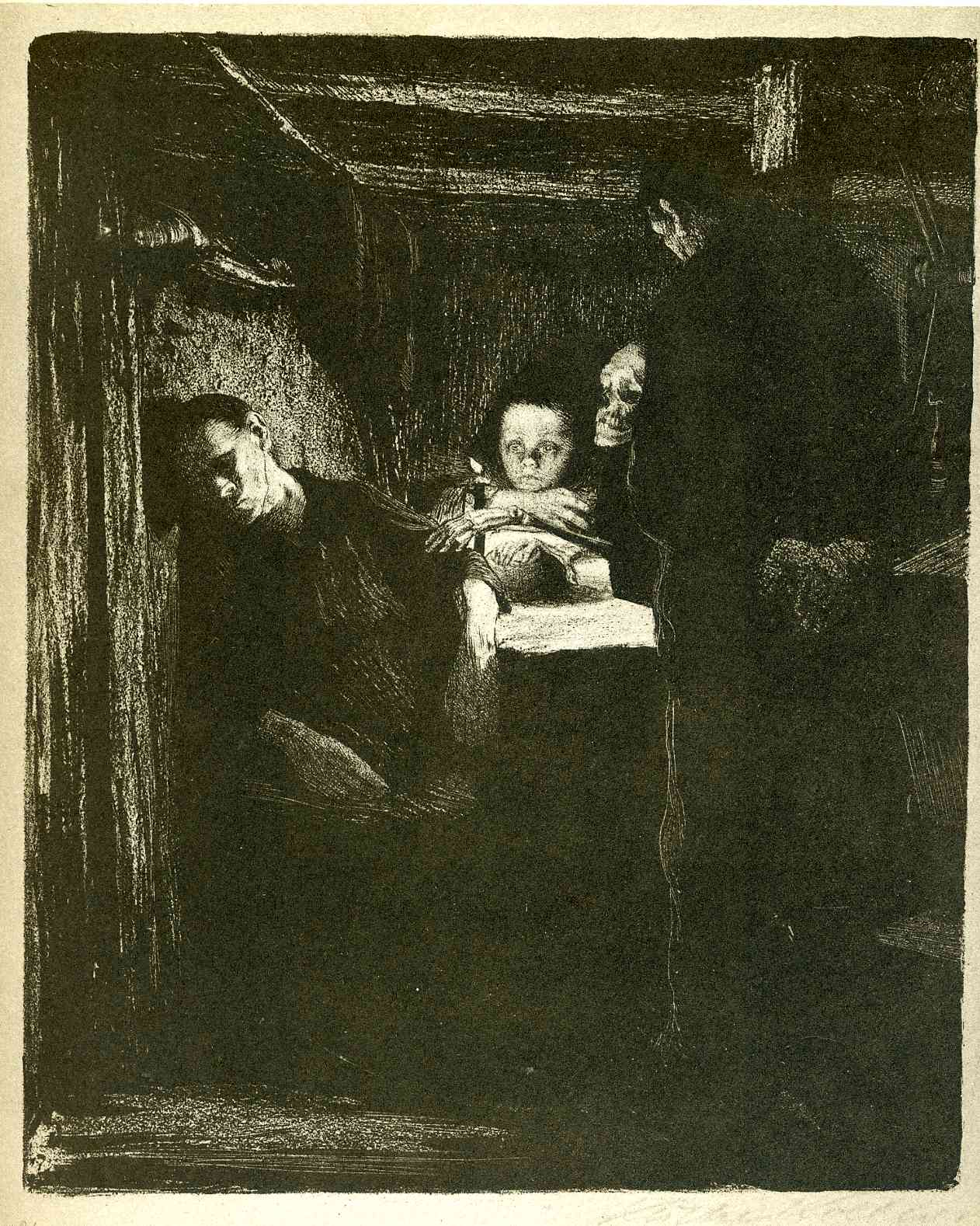
morte, folha 2 do ciclo “A Rebelião de Weber”, 1893-97, litografia com giz, caneta e pincel, raspador e agulha raspadora, Kn 34
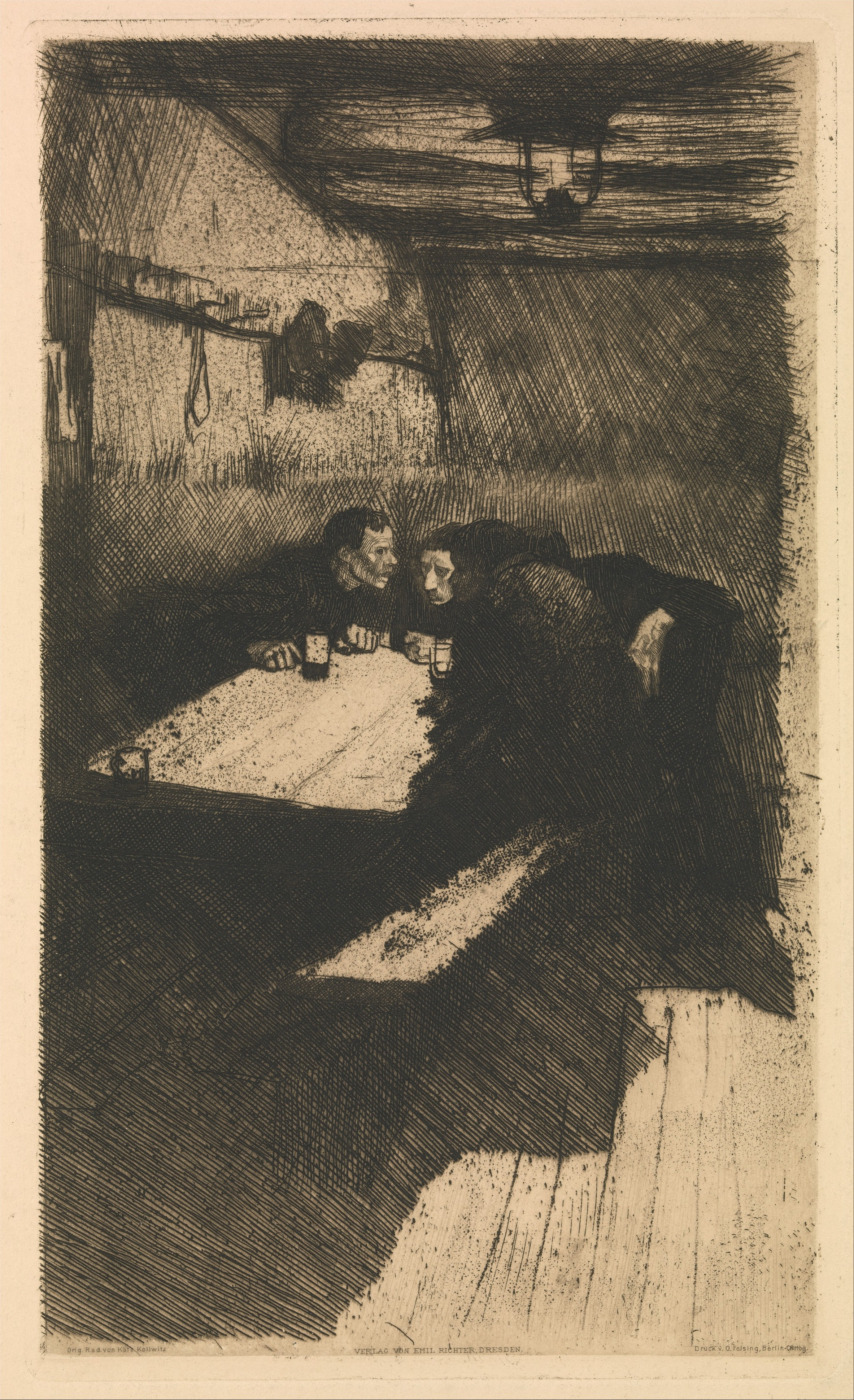
Conselho,folha 3 do ciclo “A Rebelião de Weber”, 1893–97, litografia de giz, raspador e agulha raspadora, Kn 35
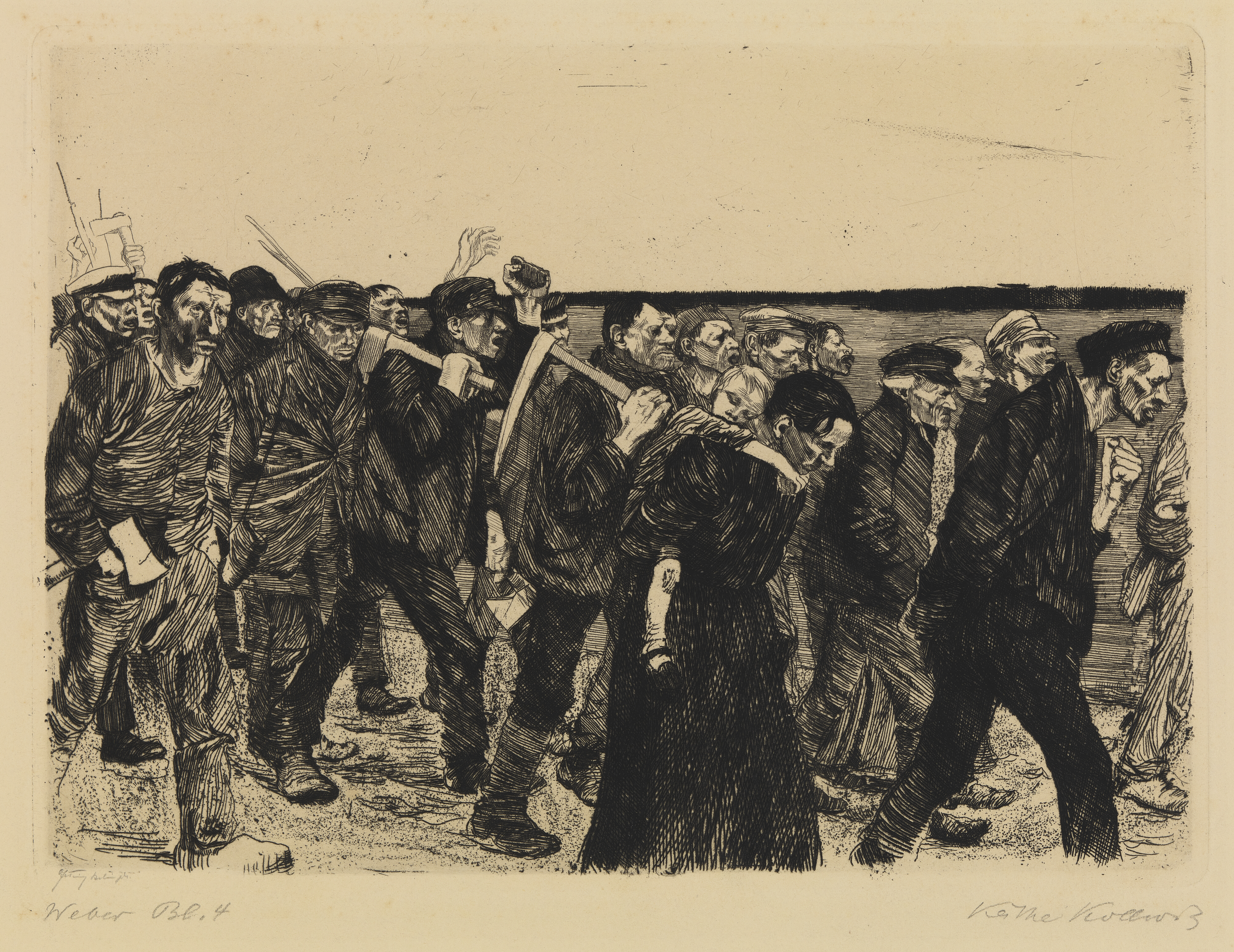
Trem de Weaver,folha 4 do ciclo “A Rebelião de Weber”, 1893-1897, gravura em linha e esmeril, Kn 36
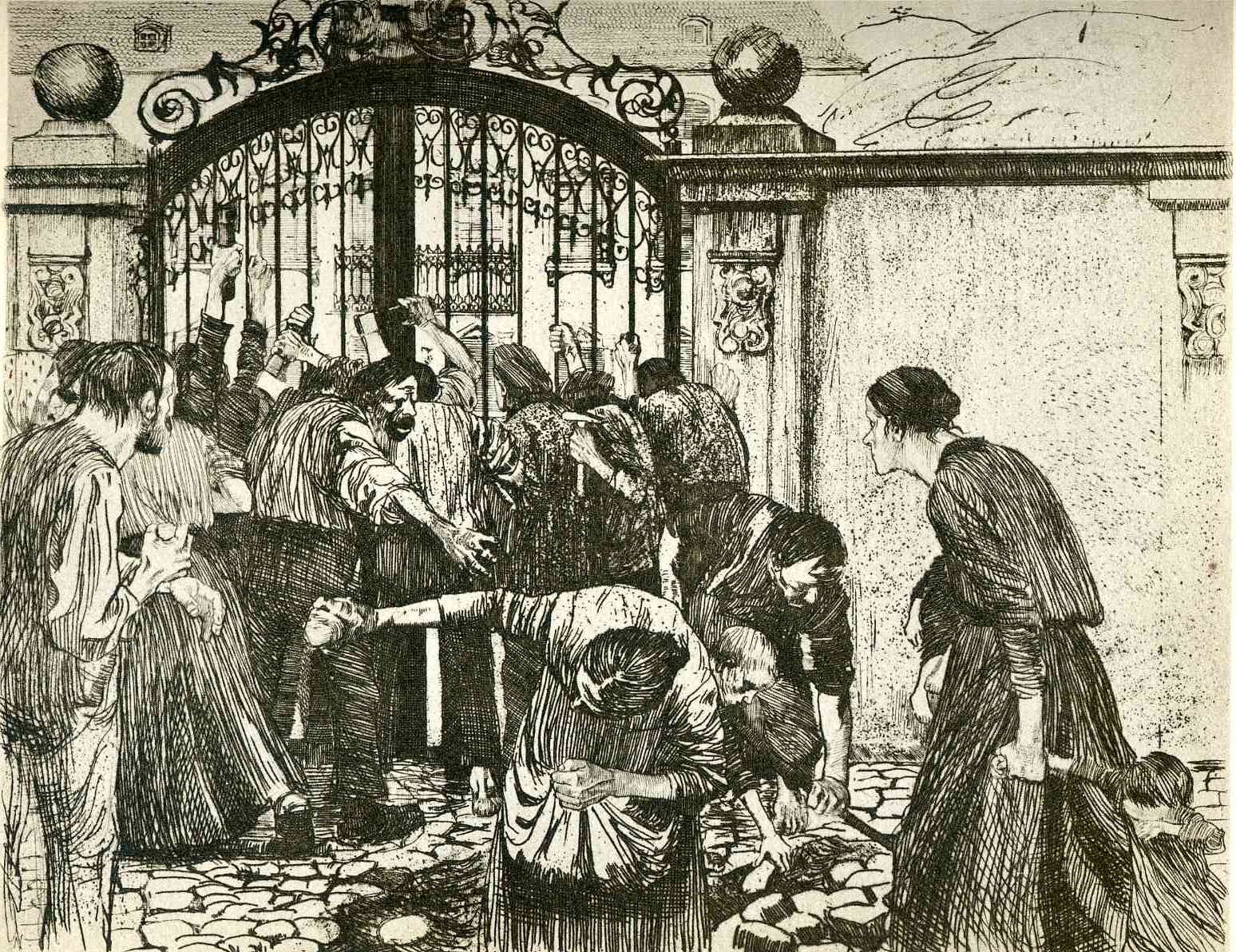
Tempestade,folha 5 do ciclo “A Rebelião de Weber”, 1893-97, gravura em linha e esmeril, Kn 37
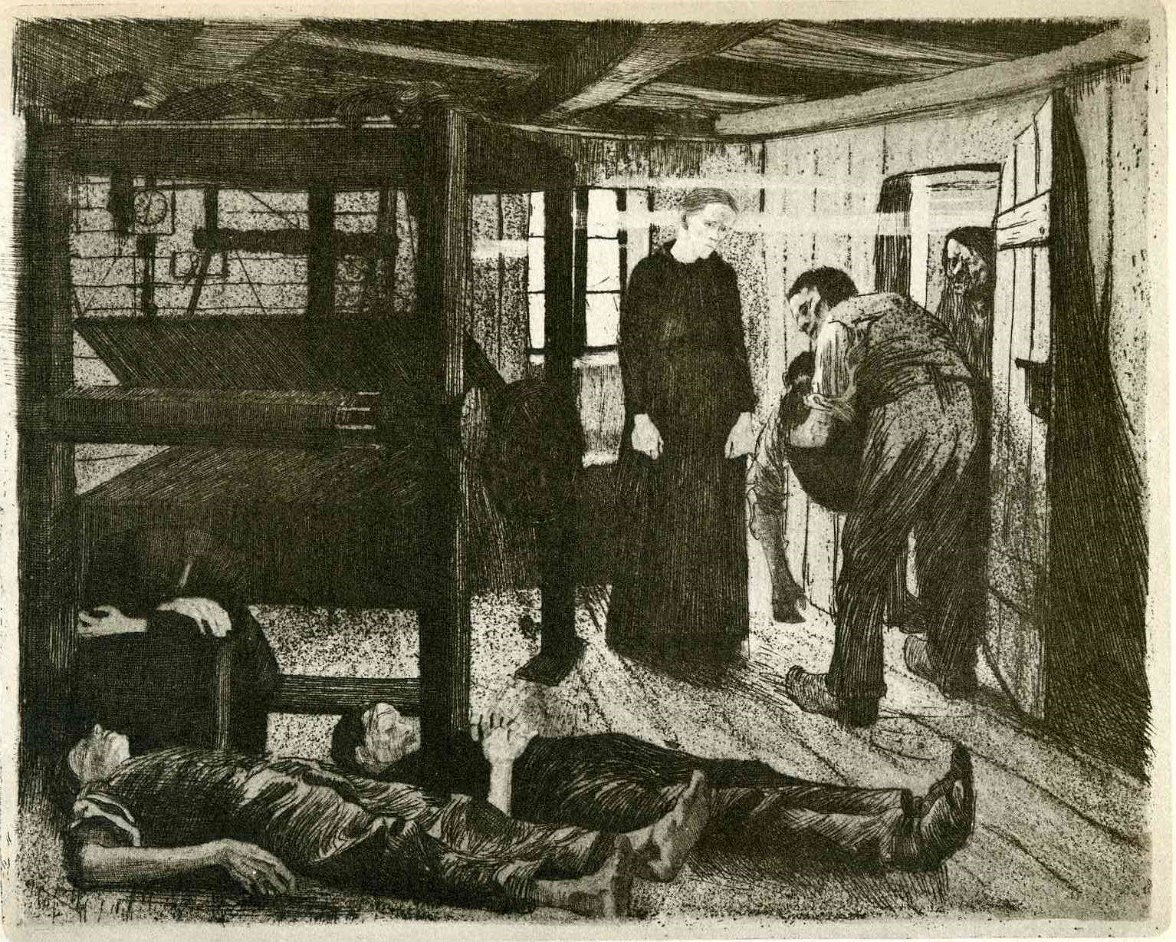
filme,folha 6 do ciclo “A Rebelião de Weber”, 1893-97, gravura em linha, água-tinta, esmeril e aço polido, Kn 38

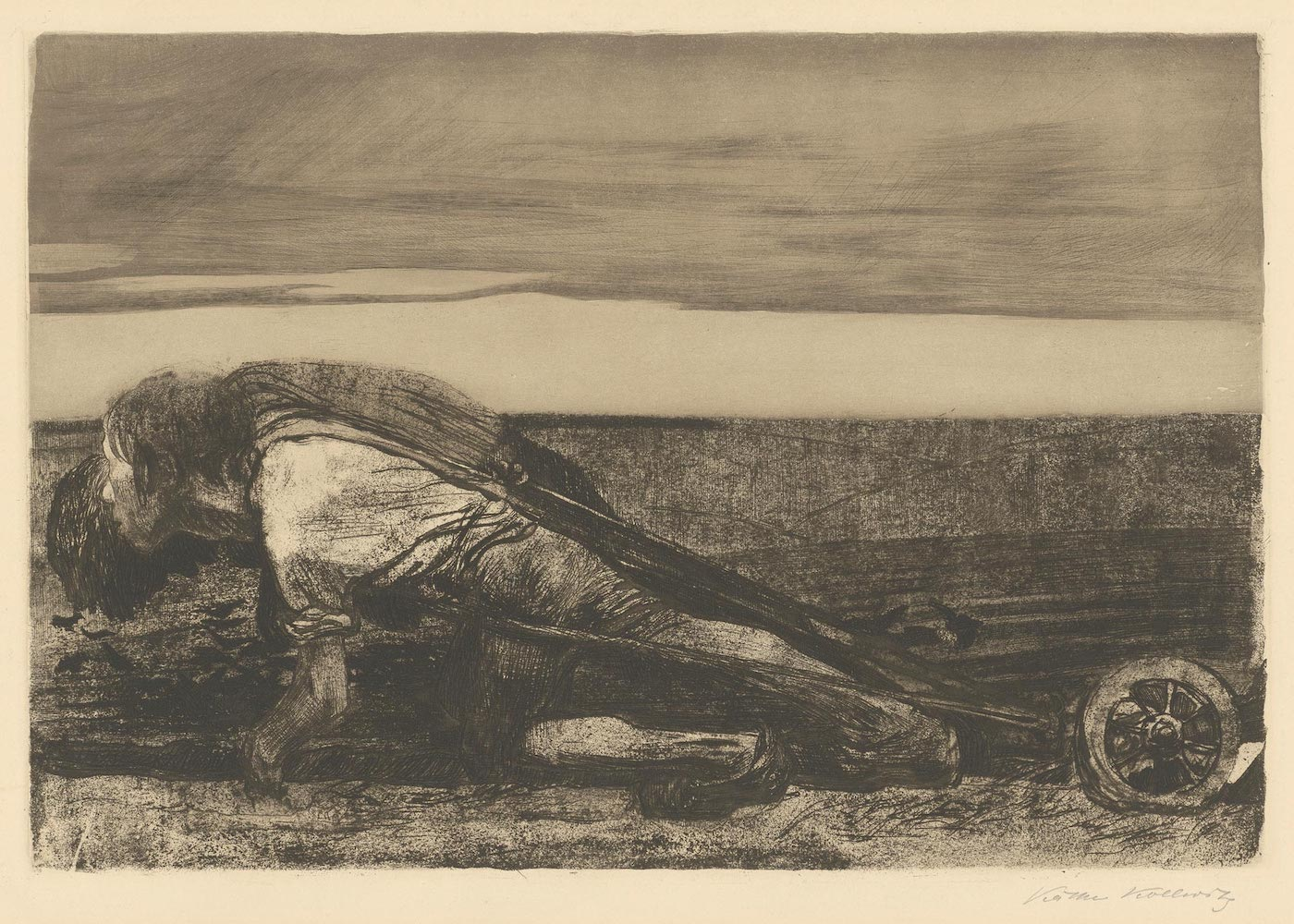
Os Lavradores, Folha 1 do ciclo “Guerra dos Camponeses”, 1907, água-forte, ponta seca, água-tinta, reserva, esmeril, tufos de agulha e vernis mou com impressão do papel de transferência de Ziegler, Kn 99
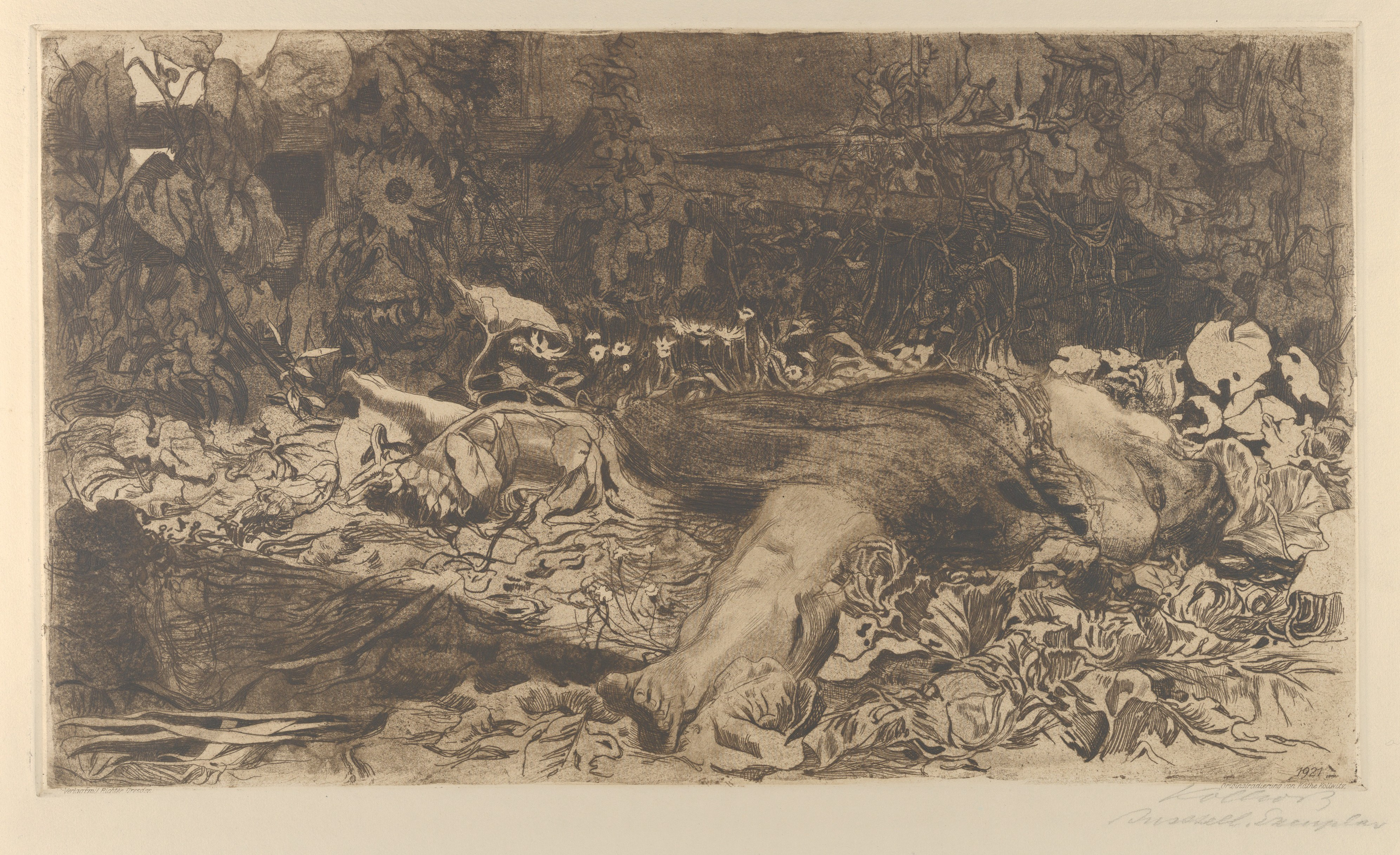
Estuprada, folha 2 do ciclo “Guerra dos Camponeses”, 1907/08, água-forte, ponta seca, esmeril, reserva e vernis mou com estampa de tecido e papel transfer de Ziegler, Kn 101
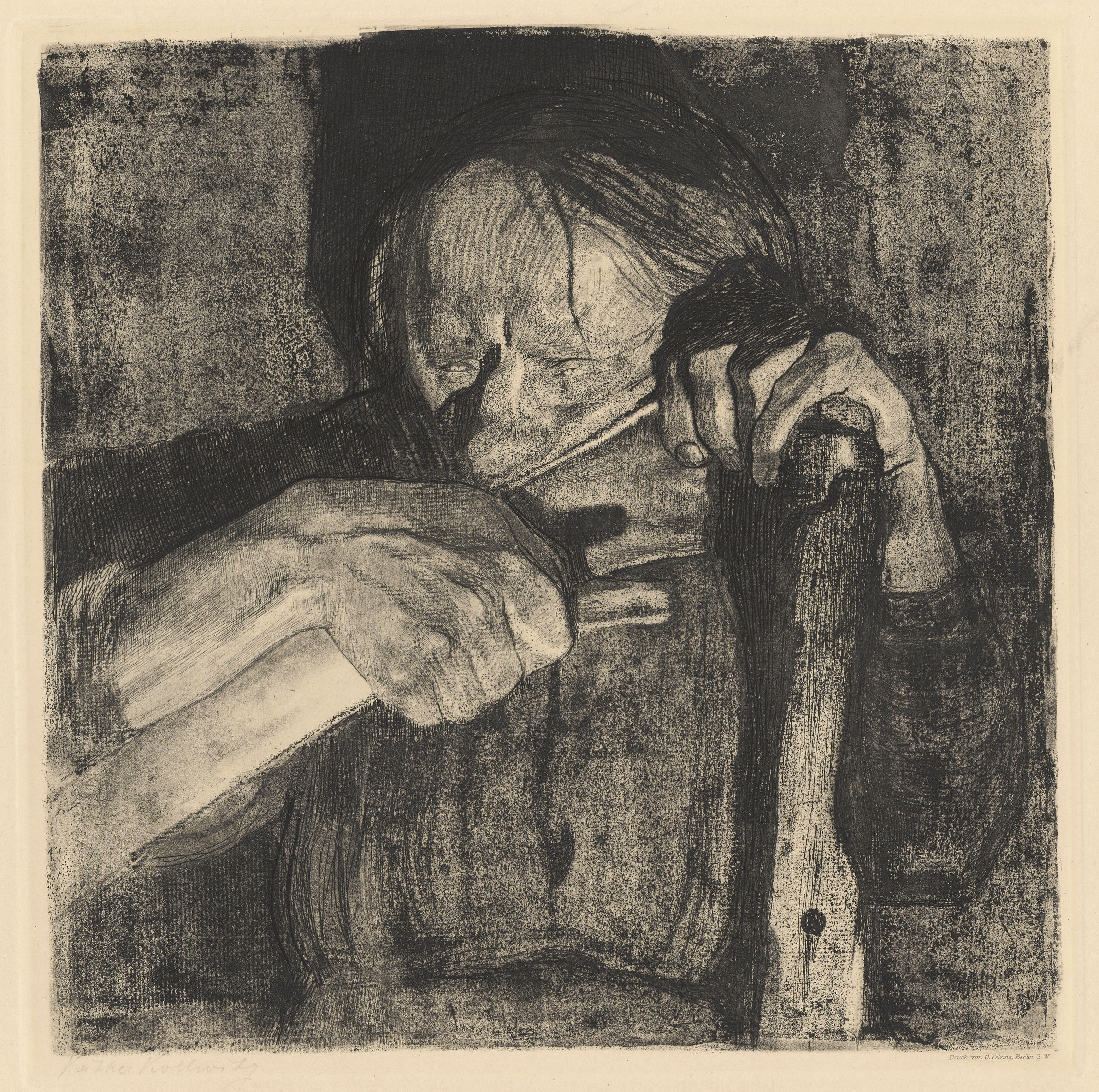
Em Dengeln,folha 3 do ciclo “Guerra dos Camponeses”, 1905, água-forte, ponta seca, esmeril, água-tinta e vernis mou com impressão translúcida em papel avergoado e papel de transferência de Ziegler, Kn 88
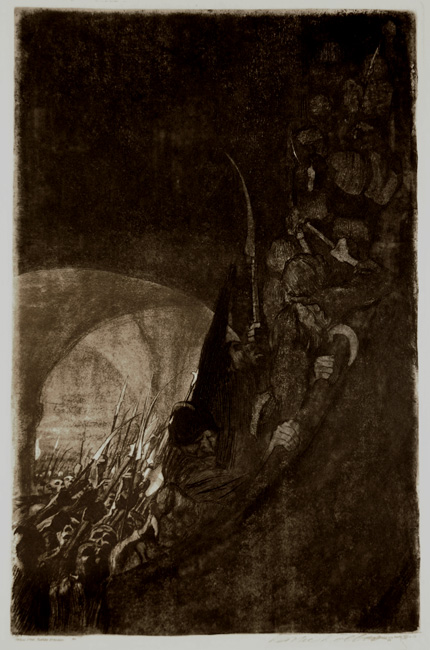
Armamento em abóbada,folha 4 do ciclo “Guerra dos Camponeses”, 1906, água-forte bicolor com gravura de linha, ponta seca, água-tinta e vernis mou com impressão em papel transfer de Ziegler, Kn 96
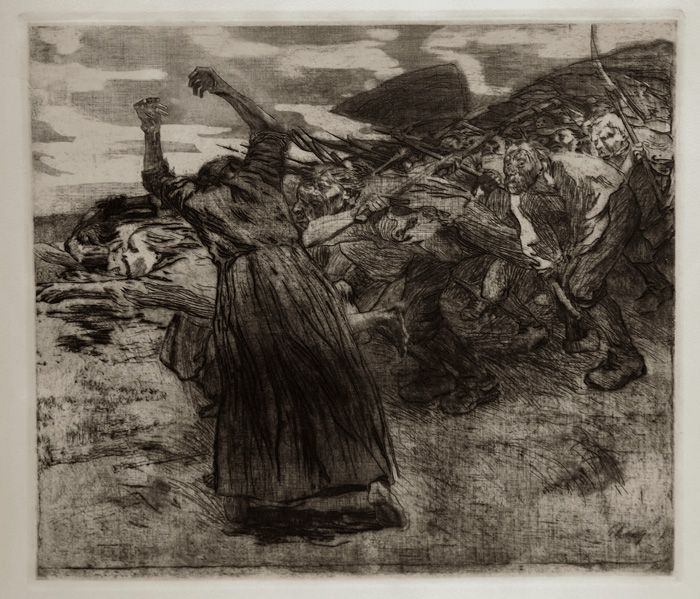
se soltando,folha 5 do ciclo “Guerra dos Camponeses”, 1902/03, água-forte, ponta seca, água-tinta, reserva e vernis mou com impressão de dois tecidos e papel transfer Ziegler, Kn 70
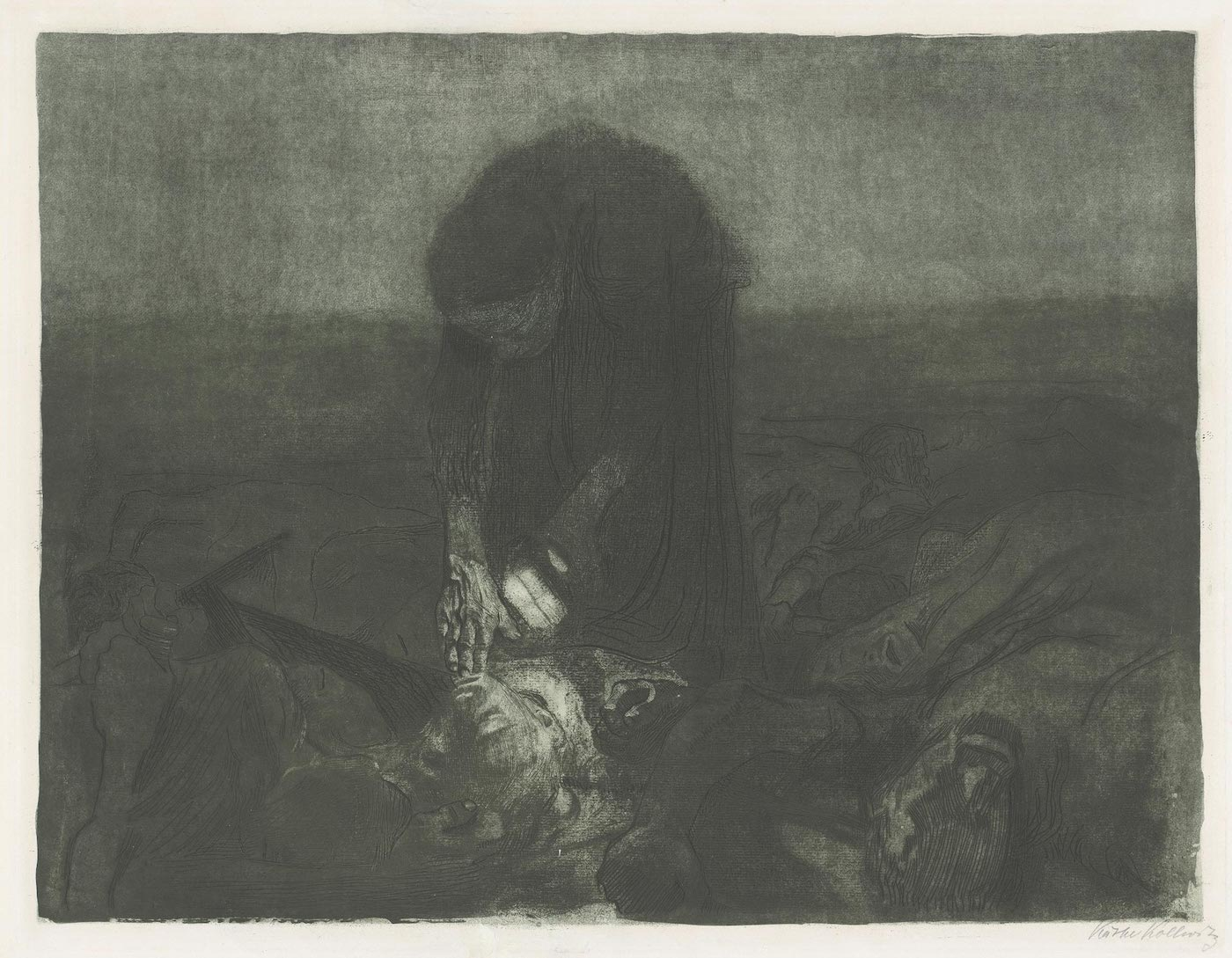
Campo da Batalha,folha 6 do ciclo “Guerra dos Camponeses”, 1907, água-forte, ponta seca, água-tinta, esmeril e vernis mou com impressão em papel vernis canelado e papel de transferência Ziegler, Kn 100
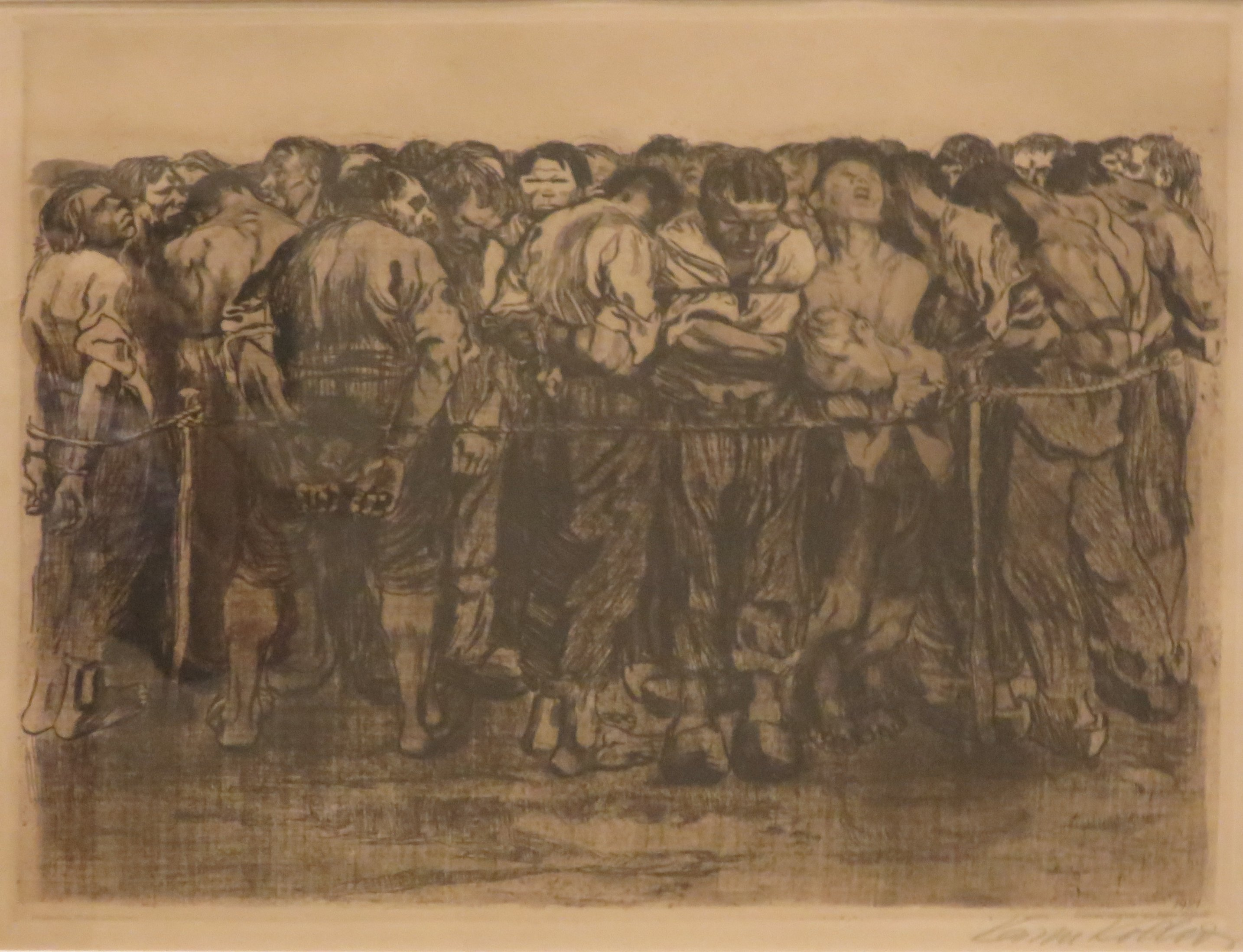
Os prisioneiros,folha 7 do ciclo “Guerra dos Camponeses”, 1908, água-forte, ponta seca, esmeril e vernis mou com estampa de tecido e papel transfer Ziegler, Kn 102

### Lista de outras obras
- de 1888: Em seus primeiros trabalhos, Kollwitz trata da questão das mulheres . Vários desenhos foram criados sobre o tema Gretchen do Fausto de Goethe
- 1913–1915: Criação dos amantes da escultura
- 1919: Xilogravura em memória de Karl Liebknecht (35 × 49,9 cm) [4]
- Depois da Primeira Guerra Mundial : Ciclos de guerra, proletariado, morte e fome infantil
- 1924: Cartaz Nunca mais guerra para a Jornada da Juventude da Alemanha Central em Leipzig [5]
- 1924: Cartaz abaixo dos parágrafos sobre o aborto !, publicado pelo KPD [6]
- 1914–1932: Criação da escultura Pais de Luto em memória de seu filho Peter, falecido na Primeira Guerra Mundial, instalada no Cemitério Militar Alemão de Vladslo . Um às 10 A cópia ampliada em porcentagem está nas ruínas da igreja (memorial) da Igreja de Santo Albano em Colônia desde 1959. Um elenco foi feito no dia 20. Foi erguido em setembro de 2014 no Cemitério de Guerra Alemão de Rzhew em memória de seu neto, também chamado Peter, que morreu perto de Rzhev na Segunda Guerra Mundial em 1942. [7]
- 1934: Mãe de plástico com dois filhos
- 1935/1936: Criação do relevo em bronze Descanse na Paz de Suas Mãos para o túmulo de sua própria família
- 1938: Relevo para a lápide do casal Franz e Doris Levy no Cemitério Judaico de Bocklemünd, motivo: mãos agarradas e enroladas. O relevo de gesso foi transferido para a pedra pelo pedreiro Friedrich Bursch .
- 1937–1939: Criação da escultura Pietà, também chamada Mãe com Filho Morto .
- 1938–1940: Criação do relevo em bronze O Lamento
- 1940–1941: Kollwitz processa a dor de seu marido na pequena escultura Farewell
- Por volta de 1940: desenhos mais sérios sobre esses temas, por exemplo 1943 Lá estou eu e cavo minha própria cova
- 1941: Última litografia, as sementes não devem ser moídas, legado do artista contra a morte de soldados e a guerra
- 1943: última pequena escultura : duas esposas de soldados esperando

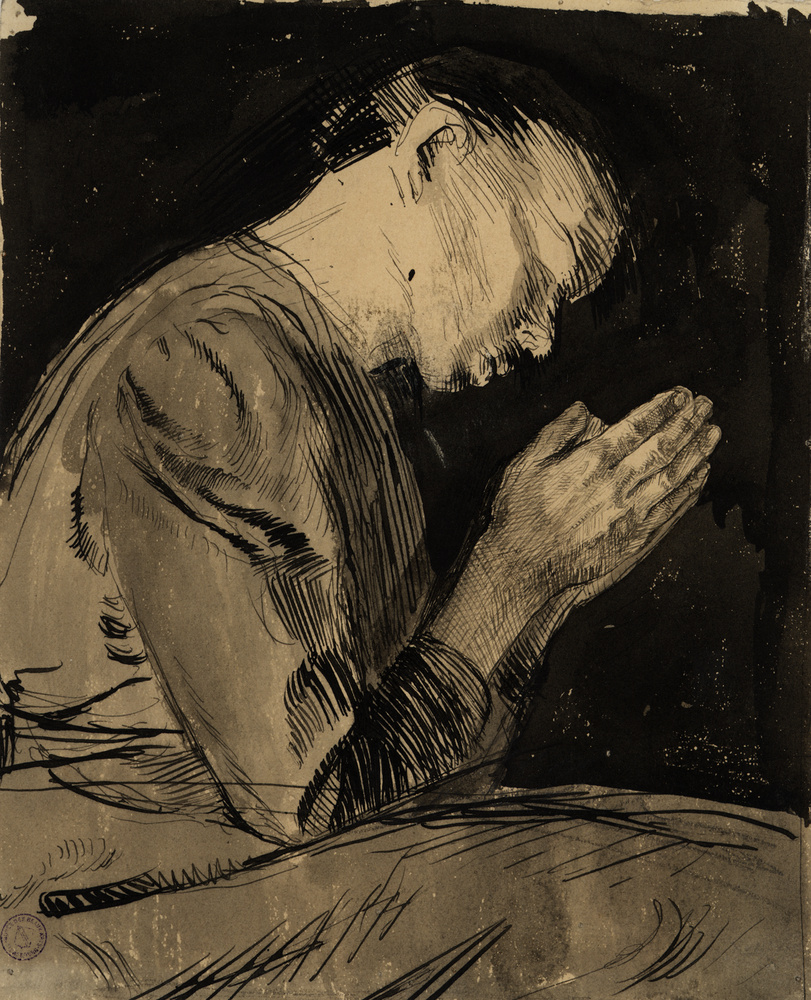
Praying Woman [A mulher rezando], 1892, lápis, tinta e tinta sobre papel, Museu de Arte Moderna e Arte Contemporânea, Straßburg
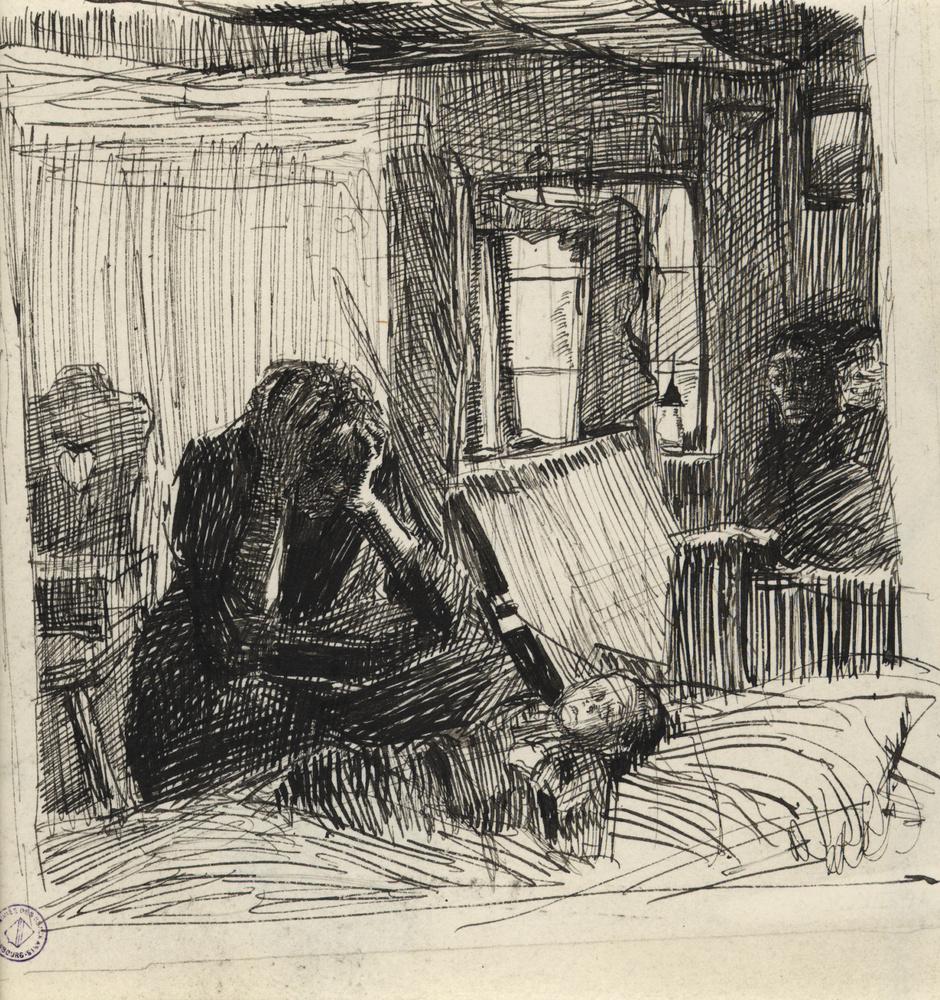
Not, 1897, Tinta sobre papel, Museu de Arte Moderna e Arte Contemporânea, Straßburg
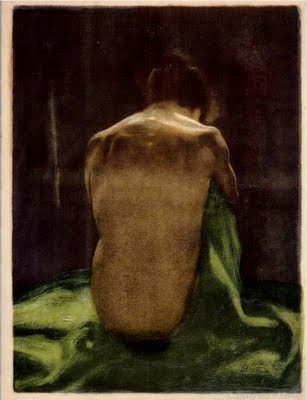
Nu feminino sobre tecido verde, 1903, litografia com giz e pincel, mezzotint, retrabalhado com giz pastel.
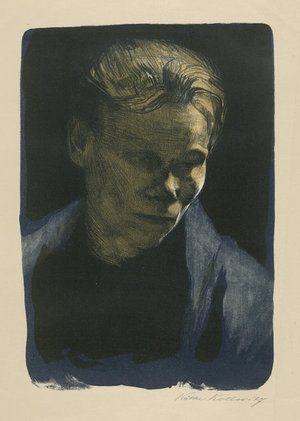
Retrato de meio corpo de uma mulher trabalhadora com um pano azul, 1903, litografia de giz e pincel, mezzotint.
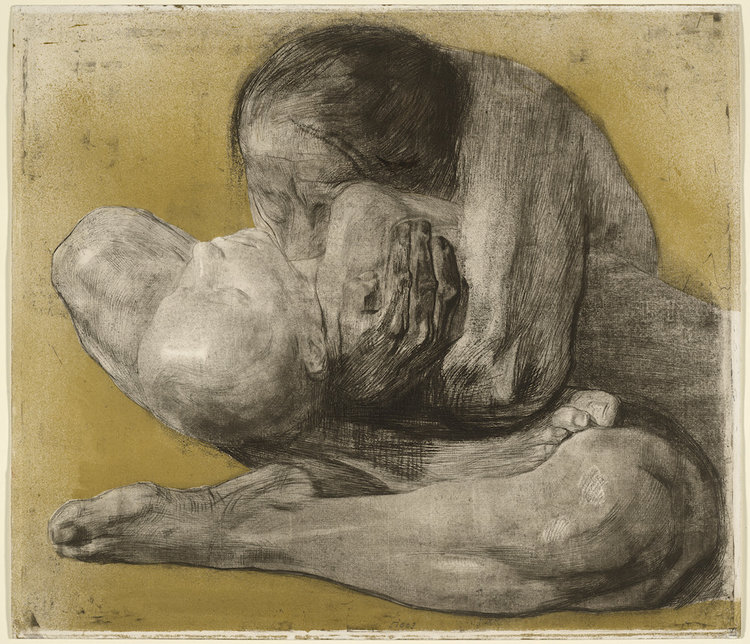
Mulher com filho morto, 1903, água-forte, ponta seca, esmeril e verniz mou com impressão em papel artesanal e papel de transferência Ziegler, com pedra de argila pulverizada dourada
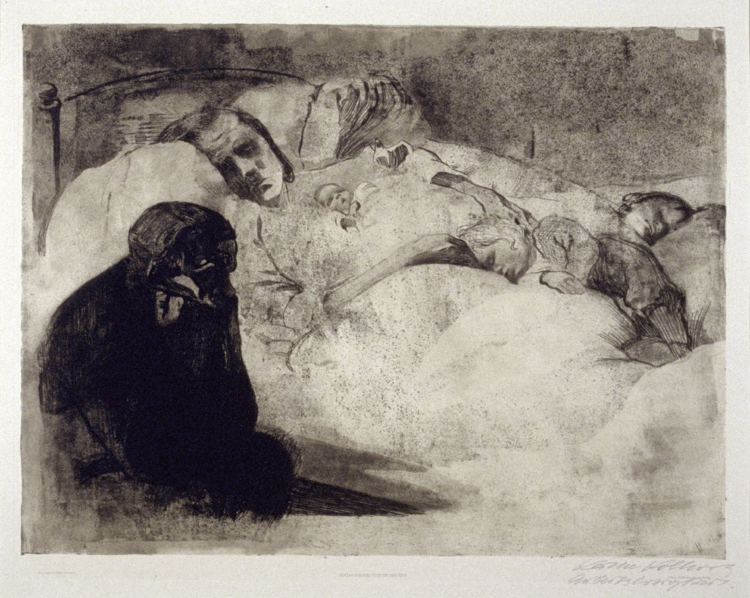
Desemprego, 1909, gravura em linha, ponta seca, água-tinta, esmeril e verniz mou com impressão do papel de transferência de Ziegler
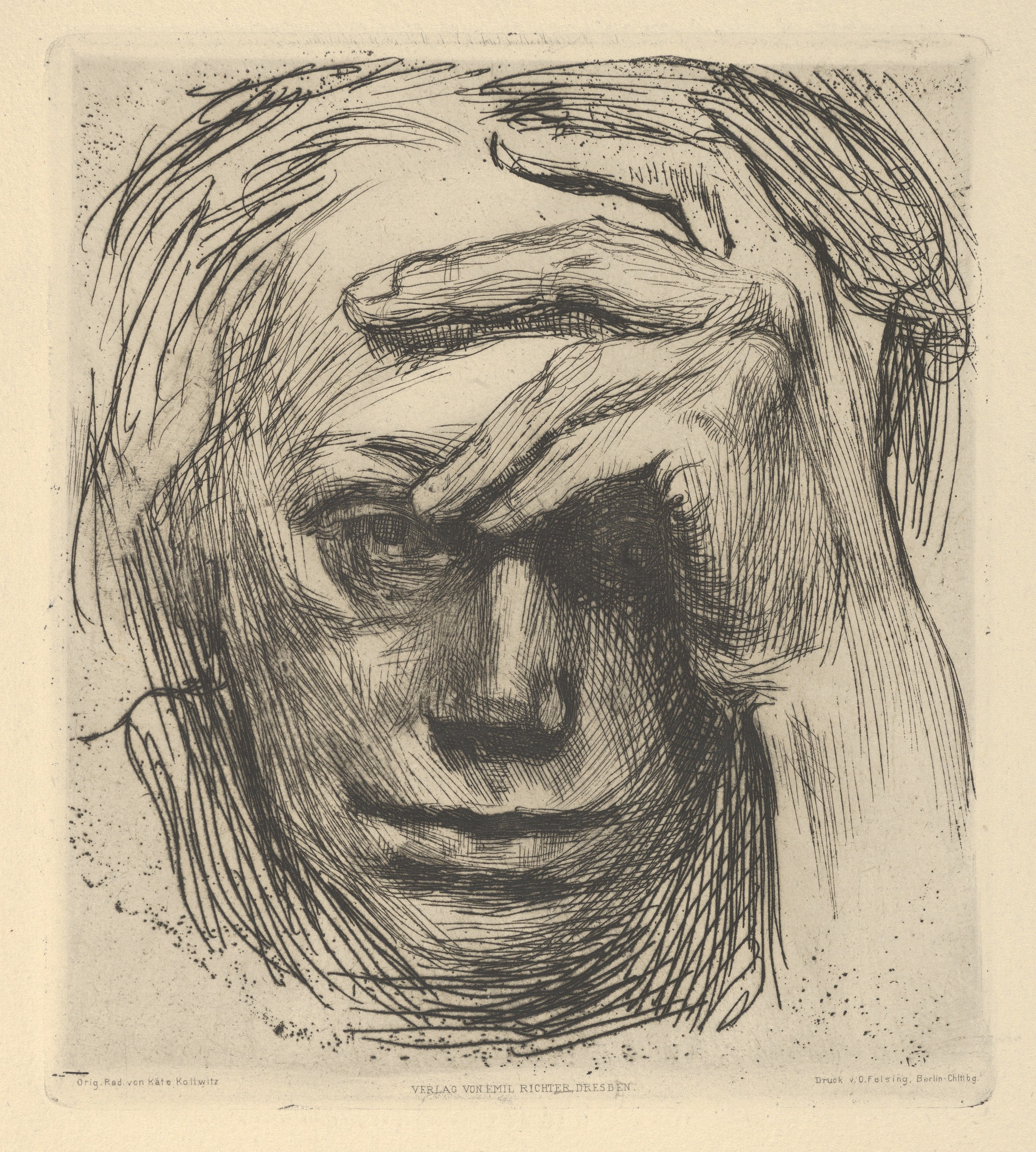
Autorretrato com a mão na testa, 1910, água-forte, ponta seca
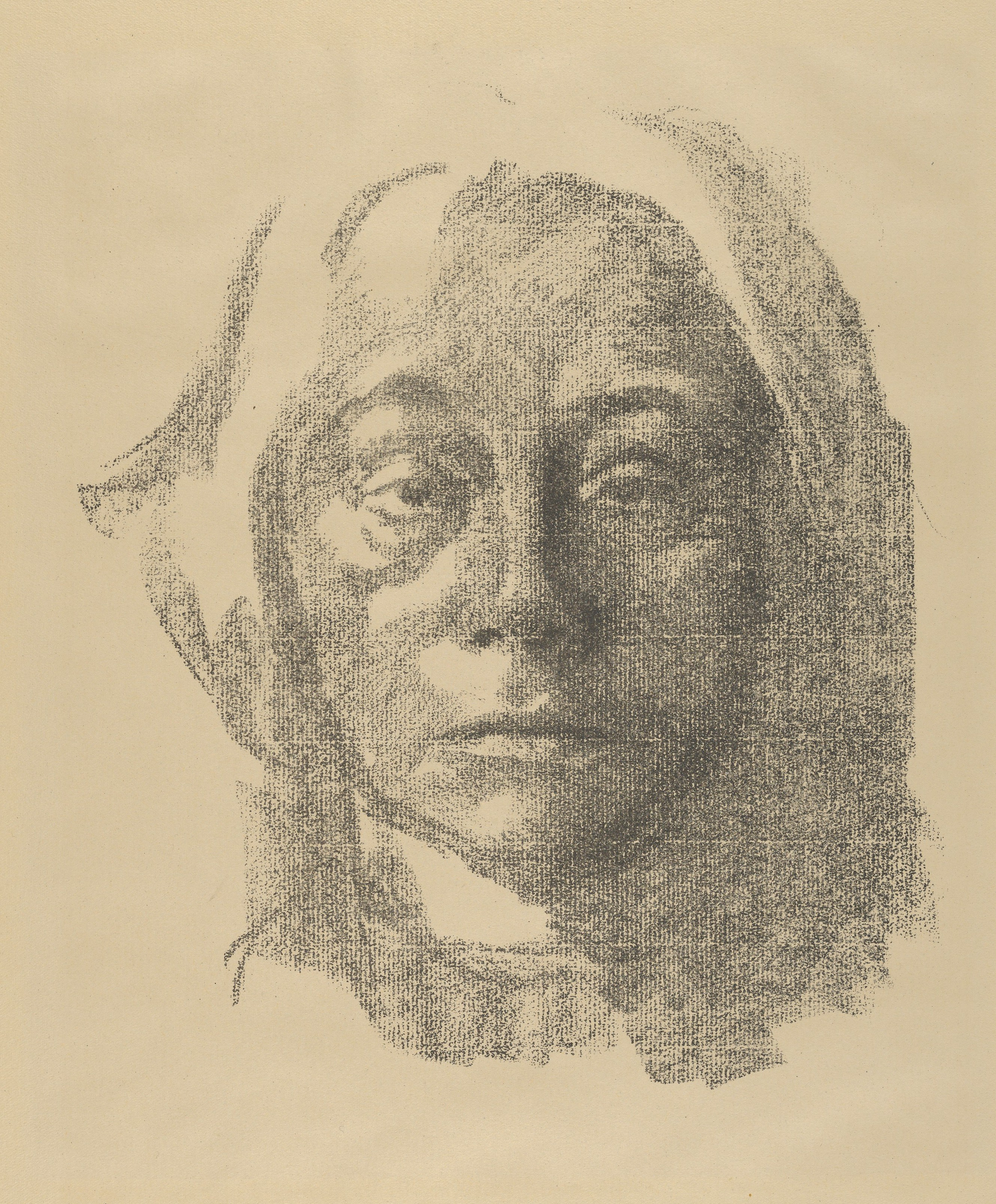
Autorretrato, 1915, litografia de giz
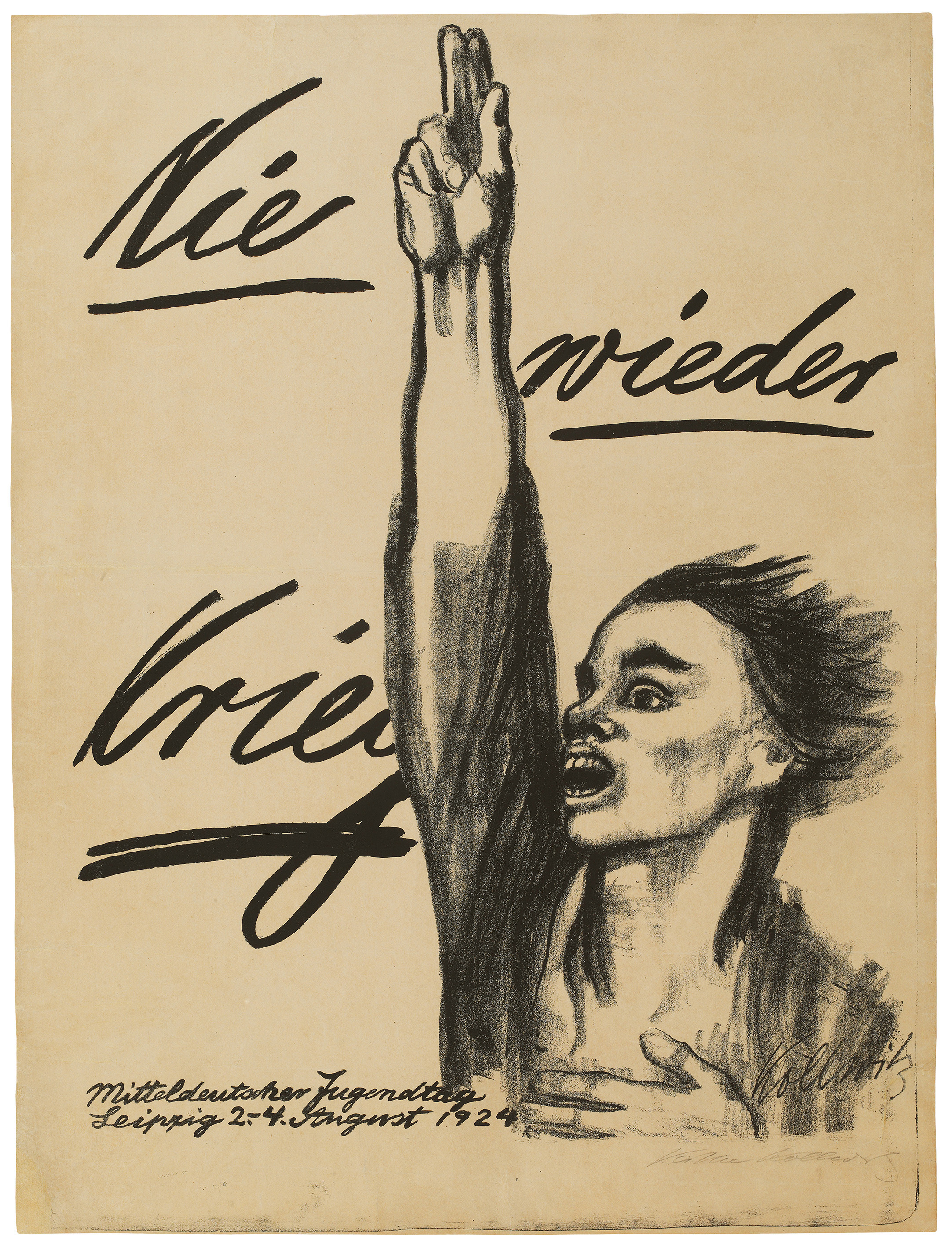
Guerra nunca mais, pôster da Jornada da Juventude Central Alemã de 1924, litografia com giz e pincel (transferência), Museu Käthe Kollwitz Colônia
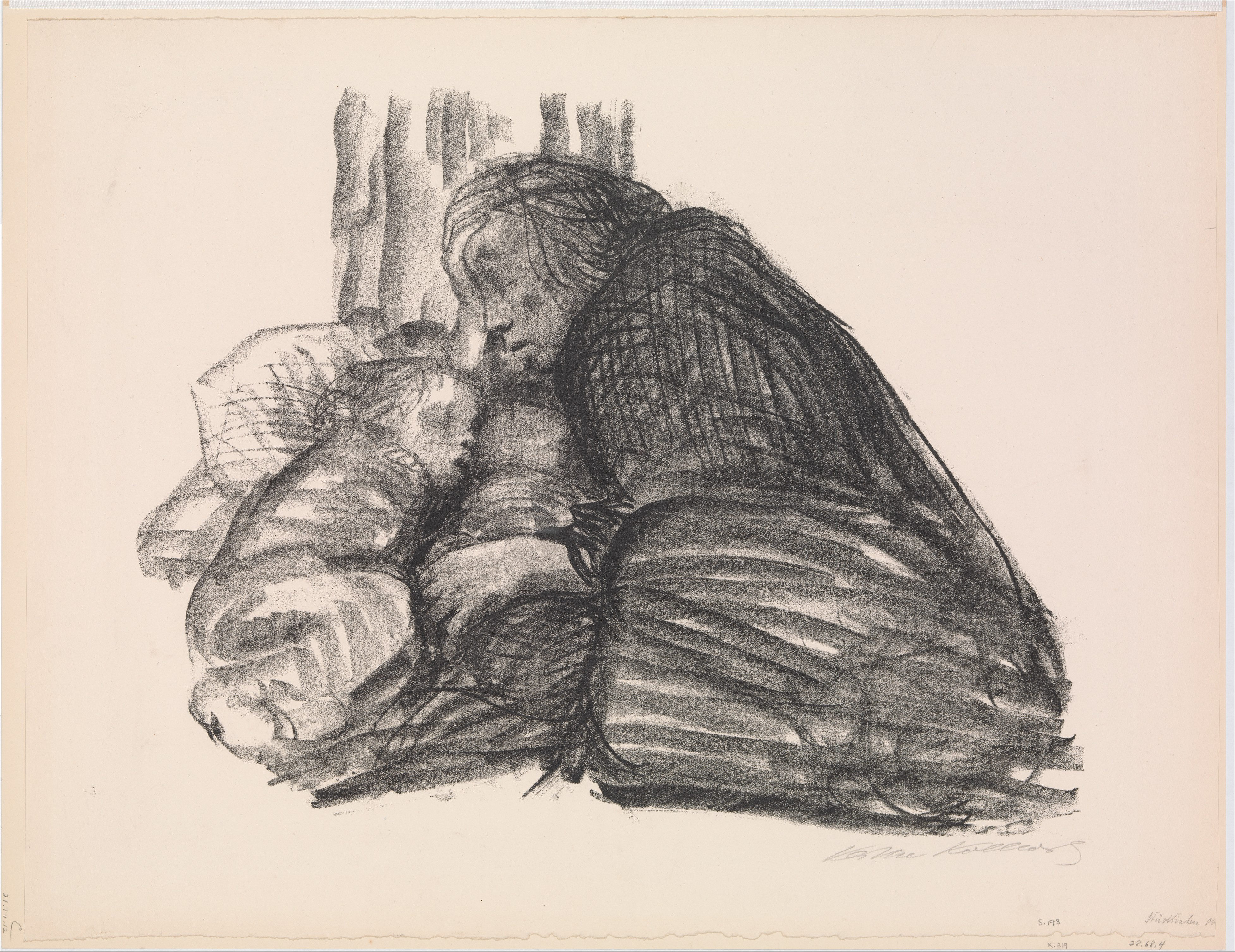
Abrigo urbano, 1926, litografia de giz
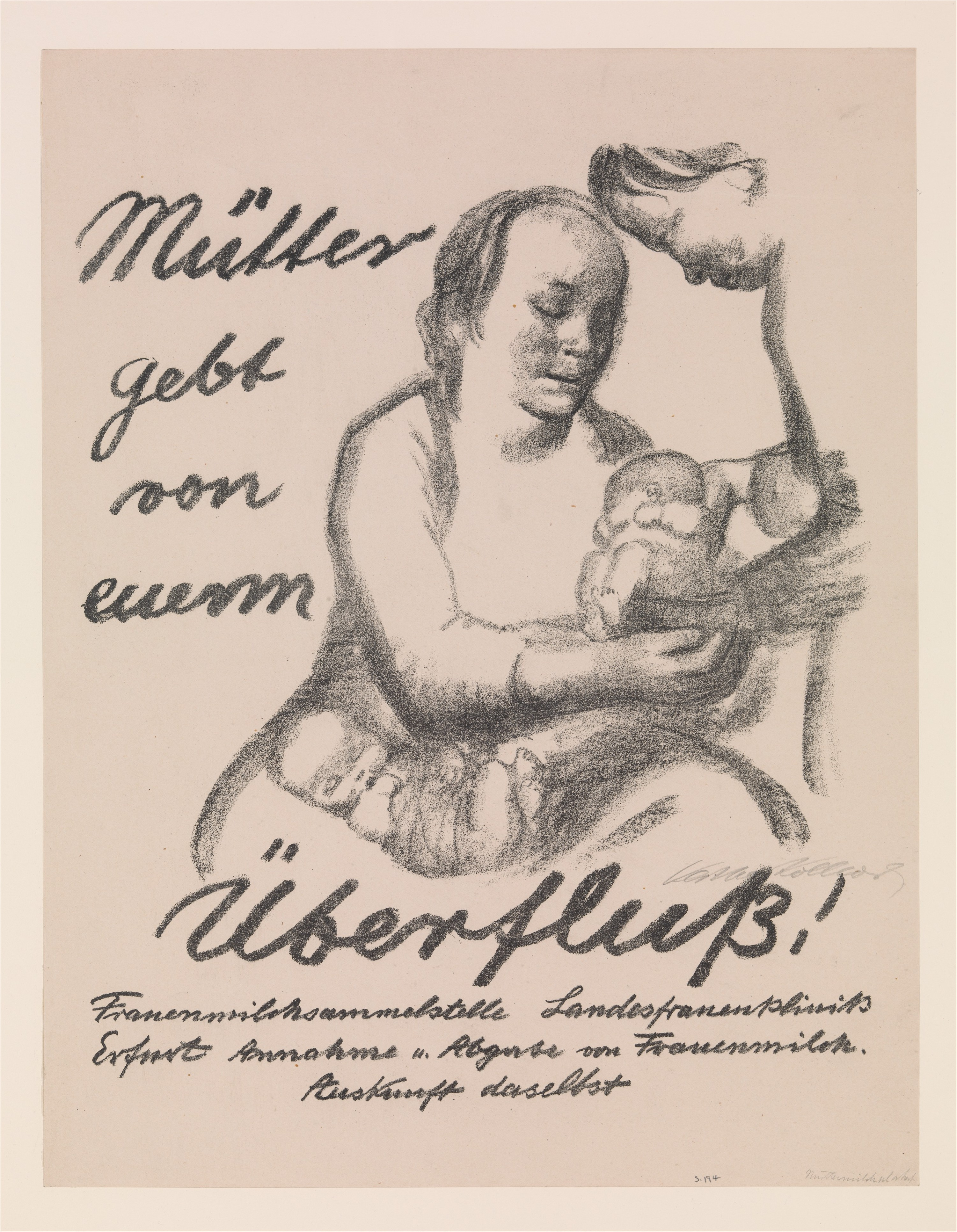
Mães, dêem da sua abundância! 1926, pôster, litografia de giz (transferência)
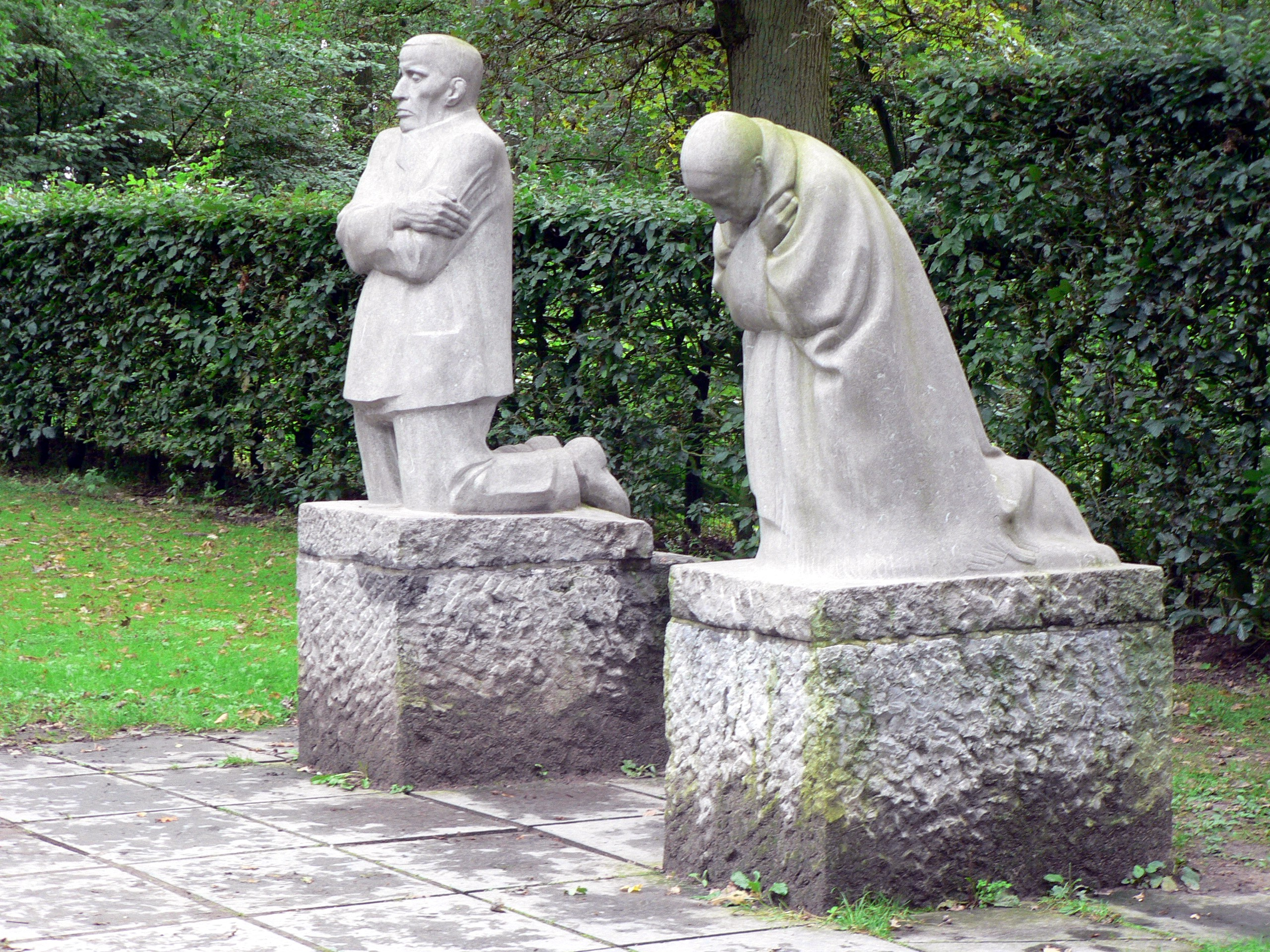
Pais enlutados, 1914–1932, memorial para seu filho Peter, erguido no cemitério militar em Vladslo, Flandres
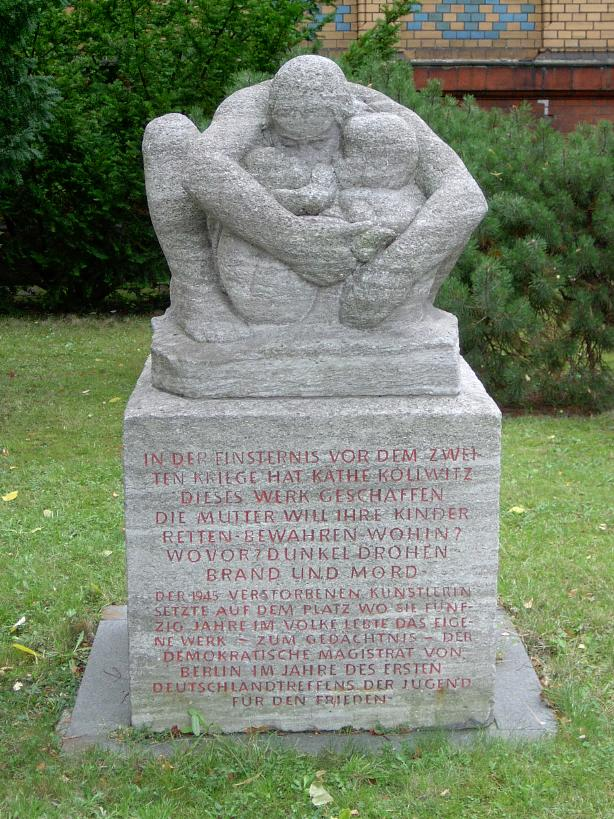
Mãe com dois filhos, 1934, Muschelkalk, instalação no escritório distrital de Pankow na Fröbelstrasse (Berlim-Prenzlauer Berg)
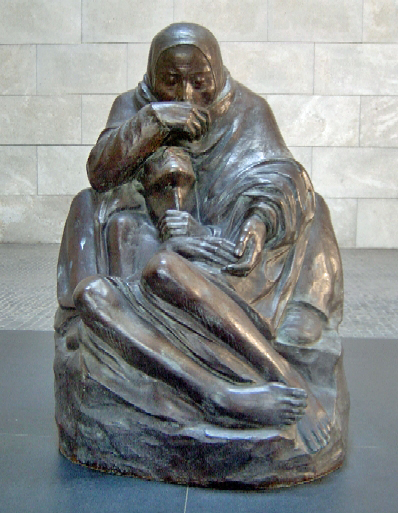
Mãe com filho morto, cópia da escultura ampliada a 1,6 metros de altura por Harald Haacke em 1993 no Neue Wache de Berlim, o memorial central da República Federal da Alemanha para as vítimas da guerra e da tirania.
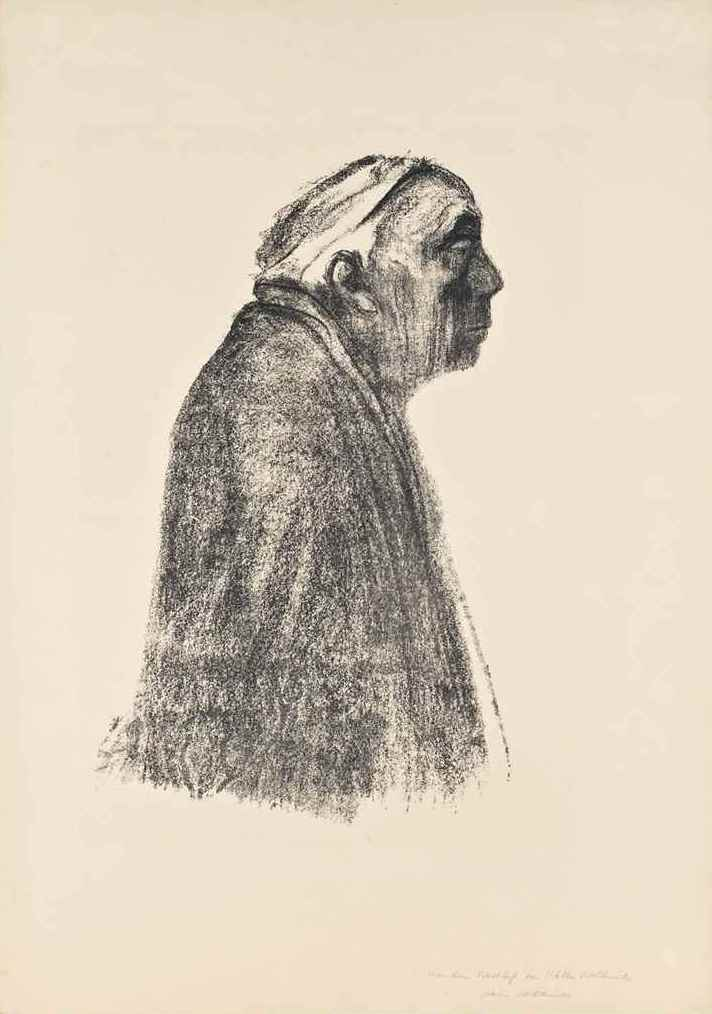
Autorretrato de perfil para a direita, 1938?, litografia com giz e pincel (transferência)
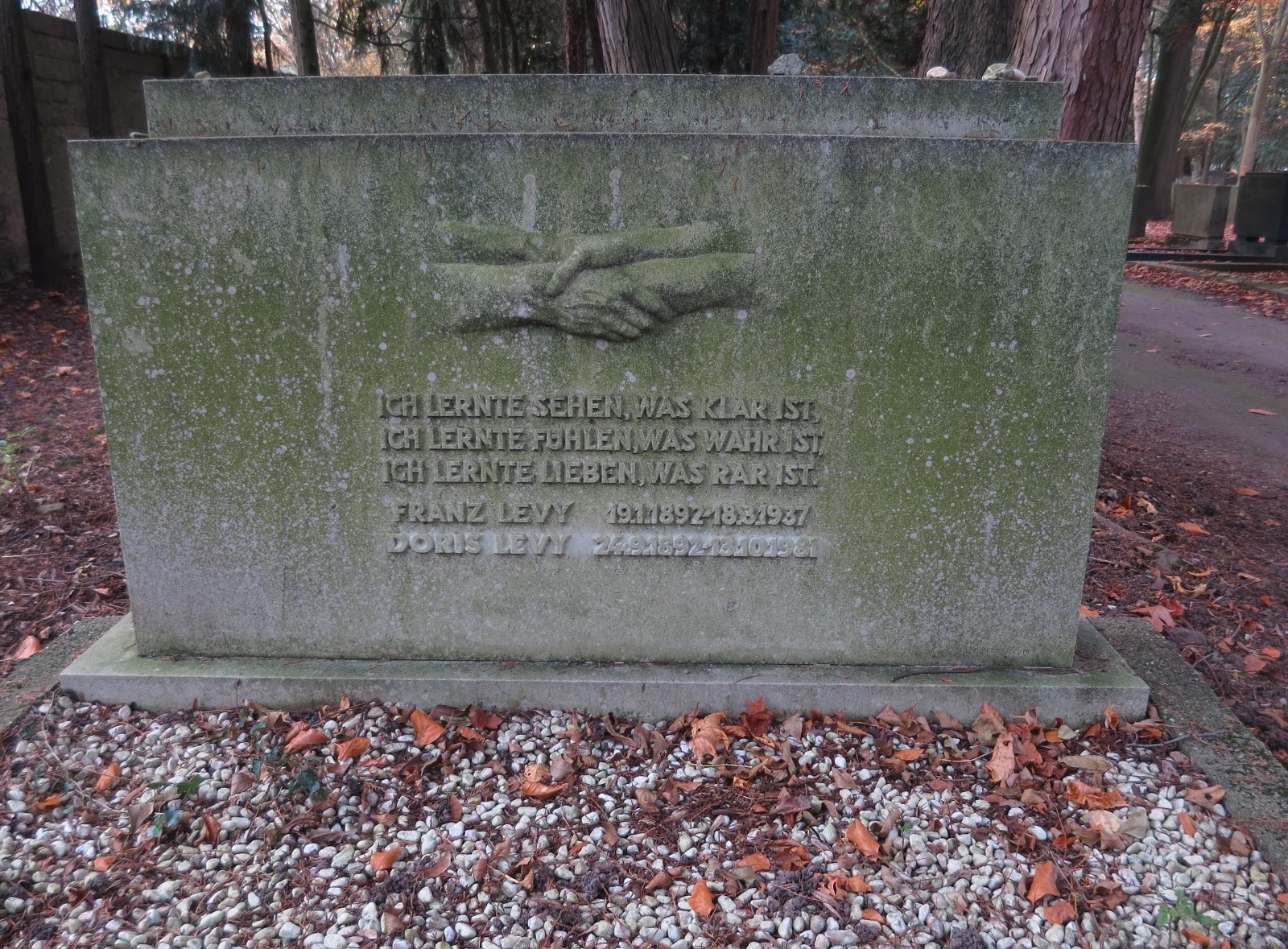
Grave relevo Levy, 1938, no cemitério judeu em Colônia-Bocklemünd
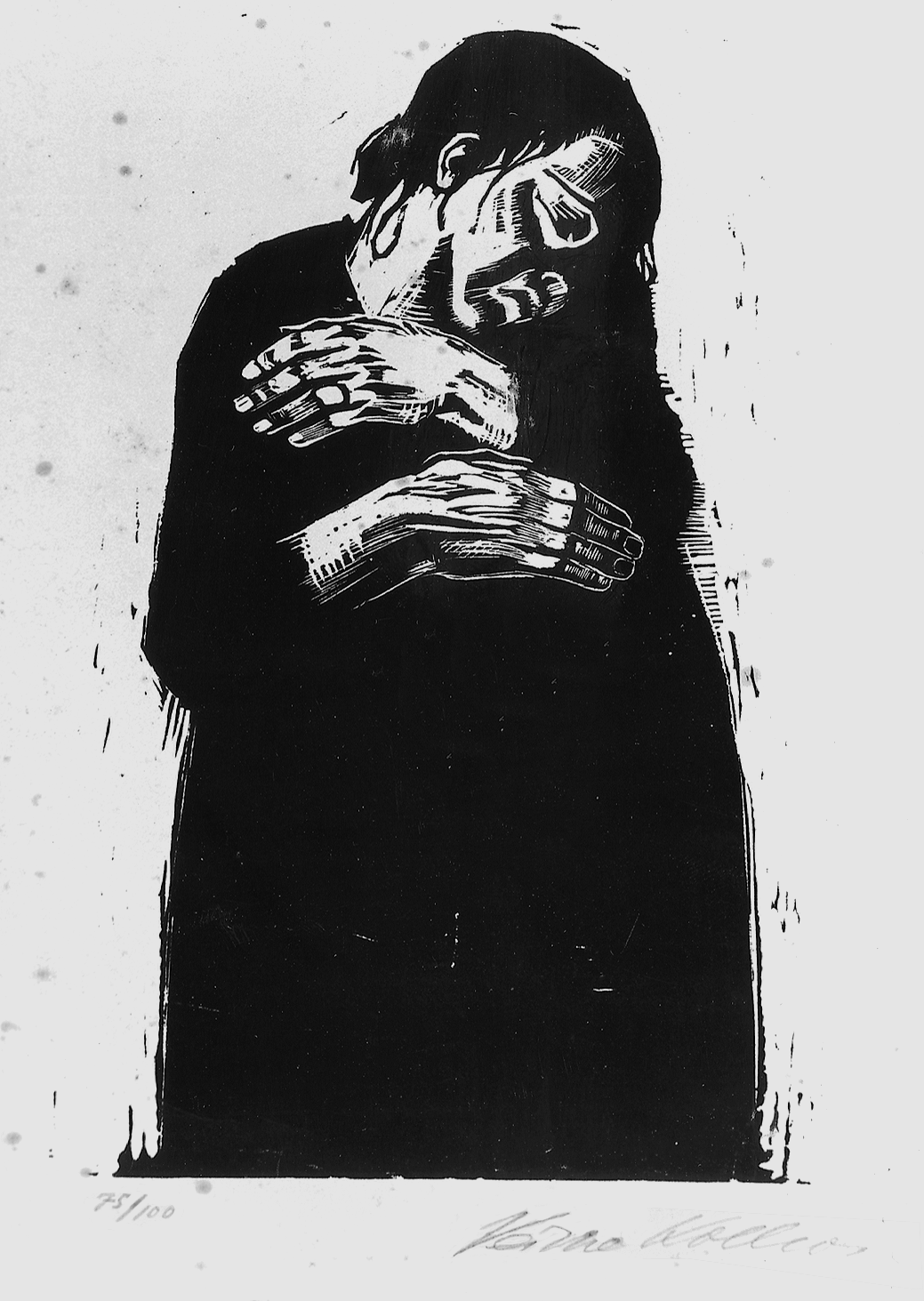
A Viúva I (1922–23) da coleção Mário de Andrade do Instituto de Estudos Brasileiros

## Coleções e Museus
- Museu Käthe Kollwitz Colônia O Museu Käthe Kollwitz Colônia [8] . Foi fundado em 1985 pelo Kreissparkasse Köln como o primeiro museu Kollwitz e exibe regularmente exposições em contextos temáticos (por exemplo, Goya, Ernst Barlach, Otto Dix, Henry Moore ou Picasso ).

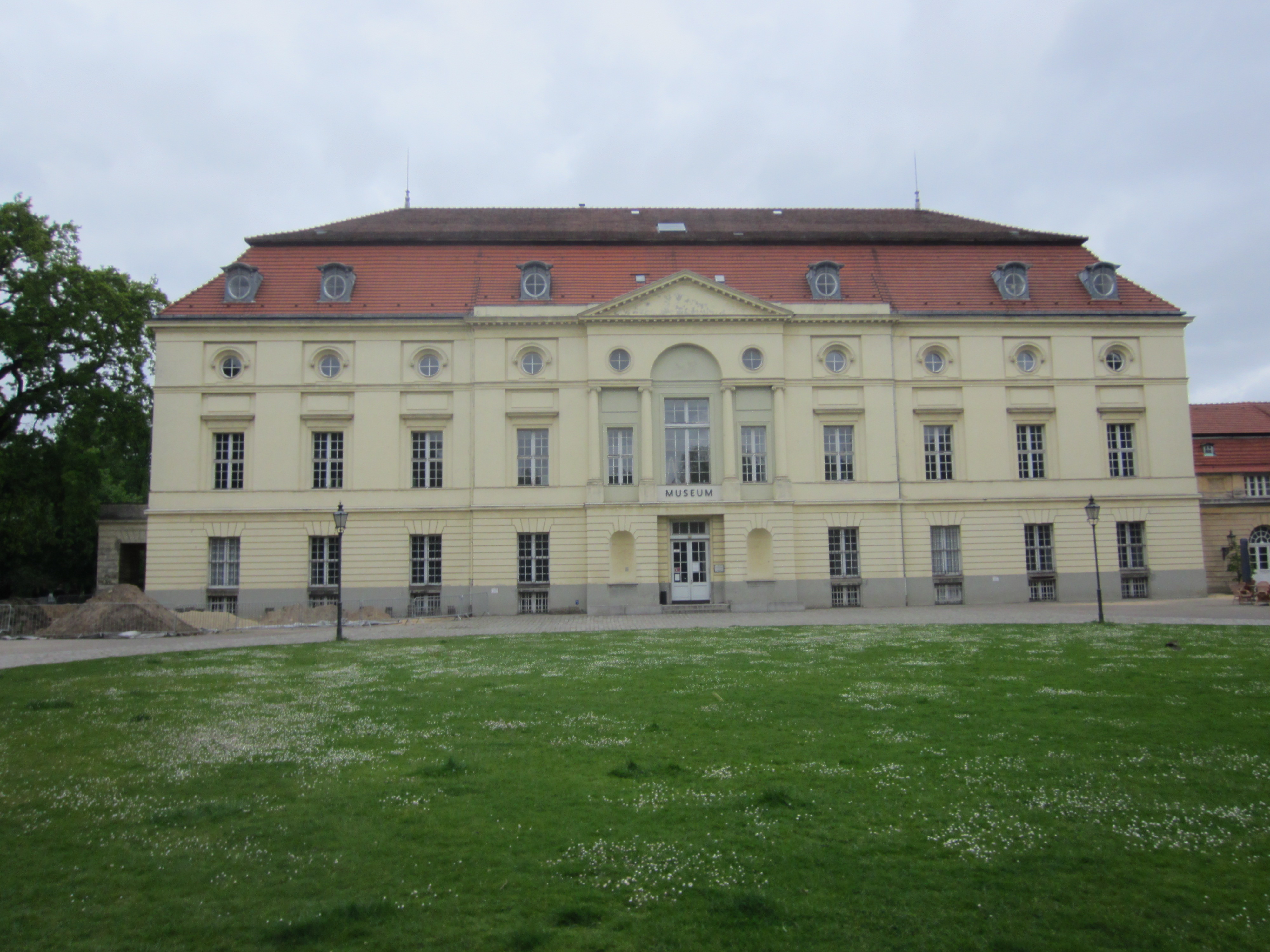
- Museu Käthe Kollwitz Berlim

- Museu Käthe Kollwitz de Berlim O Museu Käthe Kollwitz de Berlim, que existe desde 1986, surgiu da coleção particular do pintor, galerista e colecionador de arte Hans Pels-Leusden, falecido em 1993. O museu está sediado no Teatro do Palácio de Charlottenburg desde setembro de 2022. [9]
- Museu Käthe Kollwitz em Koekelare O Museu Käthe Kollwitz está localizado em Sint Maartensplein 15 em Koekelare, Bélgica. O museu também relaciona seu trabalho com o mundo da arte contemporânea. [10]

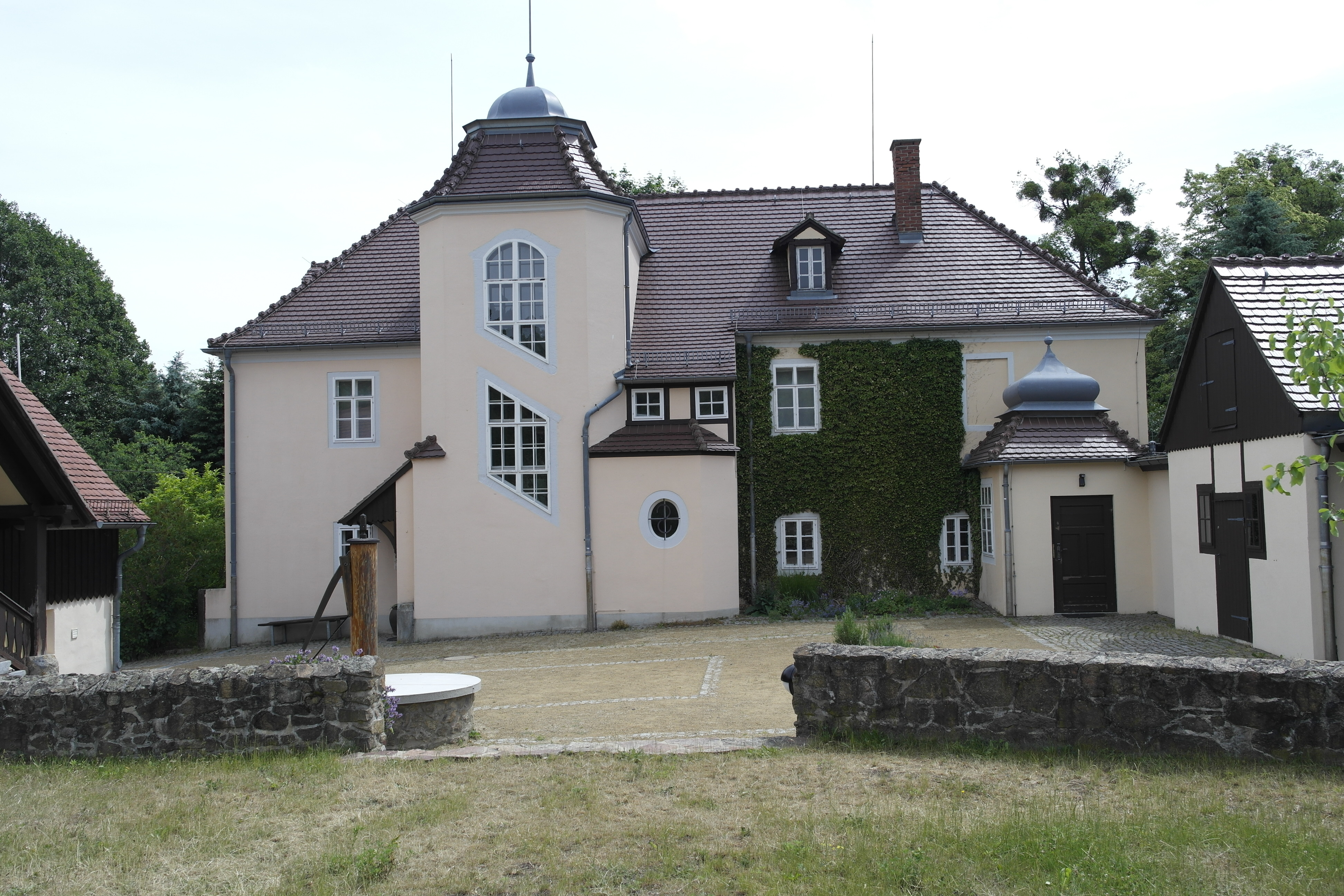
Rüdenhof em Moritzburg

- Casa Käthe Kollwitz Moritzburg A Casa Käthe Kollwitz em Moritzburg, perto de Dresden, apoiada pelo Museu Käthe Kollwitz de Colônia, é ao mesmo tempo um museu e um autêntico memorial, já que Käthe Kollwitz viveu e morreu nesta casa de 1943 até sua morte. Hoje são mostrados gráficos originais, fotografias e trechos de diários. Outras exposições têm referência histórica ou enfoque em técnicas artísticas (“Imago Mortis – A Imagem da Morte”, “História da Litografia”). Por falta de dinheiro, a continuidade da casa está seriamente ameaçada. [11]

- Coleções importantes de Kollwitz O Kupferstichkabinett Dresden abriga uma das coleções mais antigas de Kollwitz, contendo hoje mais de 200 obras do artista. [12]

- O arquivo da Academia de Artes de Berlim administra, entre outras coisas, grande parte do patrimônio artístico de Käthe Kollwitz.

- O maior acerco de coleção da artista na França é o O Musée d'Art moderne et contemporain em Estrasburgo, com um total de 35 obras (em 2022). [13]

## Honras e prêmios
- Em 1906 recebeu o Prêmio Villa Romana, o prêmio de arte mais antigo da Alemanha.
- 1919: Professor na Academia Prussiana de Artes . Ela foi a primeira mulher convidada a participar.
- Em 1929 ela também foi a primeira mulher a receber a Ordem Prussiana Pour le Mérite para as Ciências e Artes. [14]
- Em 1947, por ocasião do seu 80º aniversário. Em seu aniversário, a Kollwitzstrasse (antiga Weißenburger Strasse), no distrito de Prenzlauer Berg, em Berlim, distrito de Pankow, recebeu seu nome.
- Ela viveu e trabalhou na casa número 25 (hoje 56a) por 52 anos, de 1891 até sua evacuação no verão de 1943.
- Em outubro de 1947, a adjacente Wörther Platz foi renomeada como Kollwitzplatz . Isso também nos lembra indiretamente seu marido Karl Kollwitz, que trabalhou aqui como médico até 1940 e assim moldou a área ao redor da praça independentemente de sua esposa. [15] A praça agora forma o centro das chamadas “Kollwitz kiezes ”.
- Em 1949, a Escola Käthe Kollwitz (Anklam) recebeu seu nome.
- O Monumento a Käthe Kollwitz, uma escultura de bronze criada por Gustav Seitz baseada no último autorretrato litográfico do artista de 1938, tem sido o centro da Kollwitzplatz de Berlim desde que foi erguida em 1961.
- Em inúmeras cidades, ruas, praças, parques e escolas (ver Escola Käthe Kollwitz ) recebem o nome do artista.

### Nomes de ruas e caminhos em homenagem a Käthe Kollwitz
- Käthe-Kollwitz-Strasse em Wernigerode

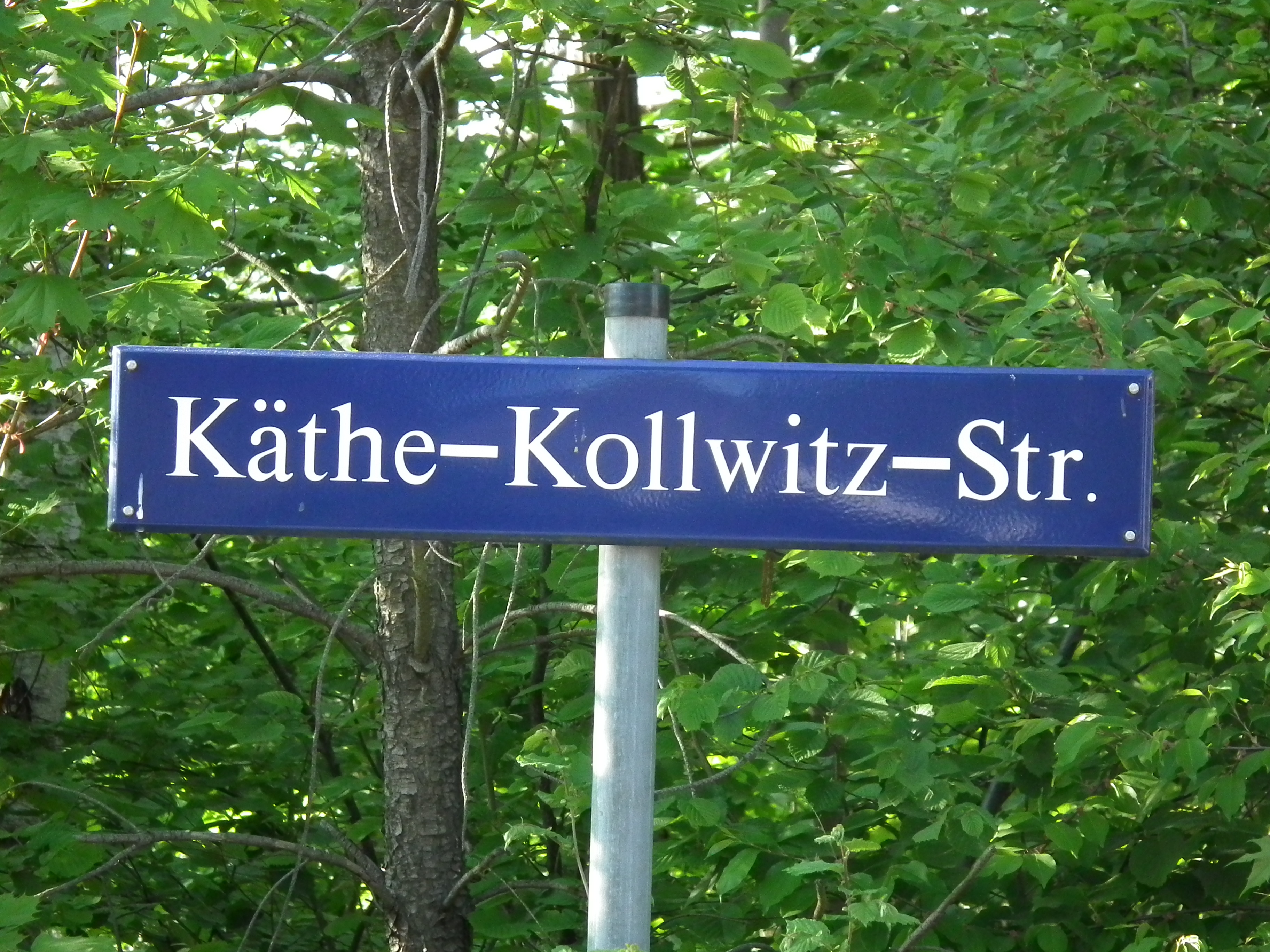
Rua Käthe-Kollwitz-Strasse, Dresden
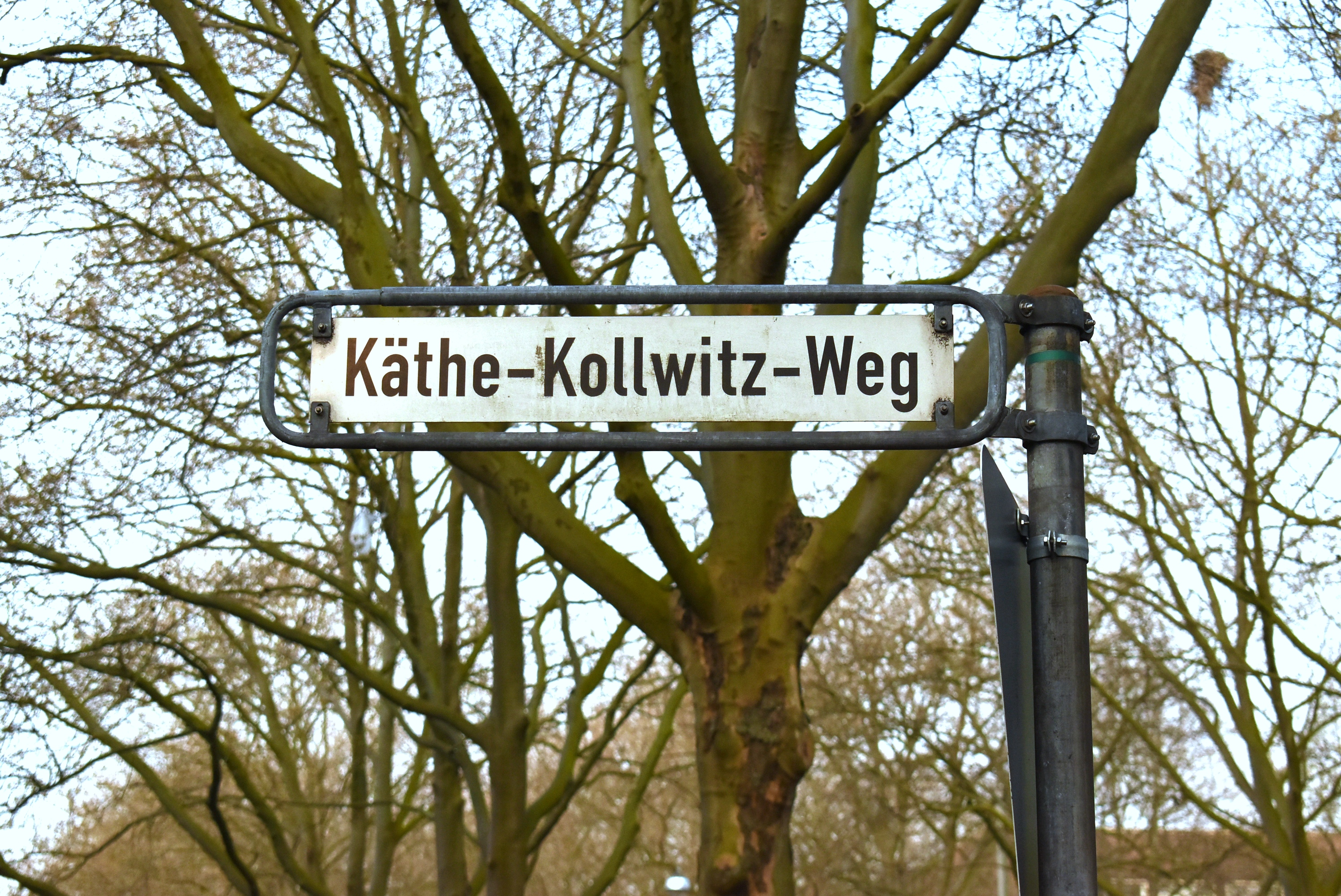
Rua Käthe-Kollwitz-Weg, Hanôver
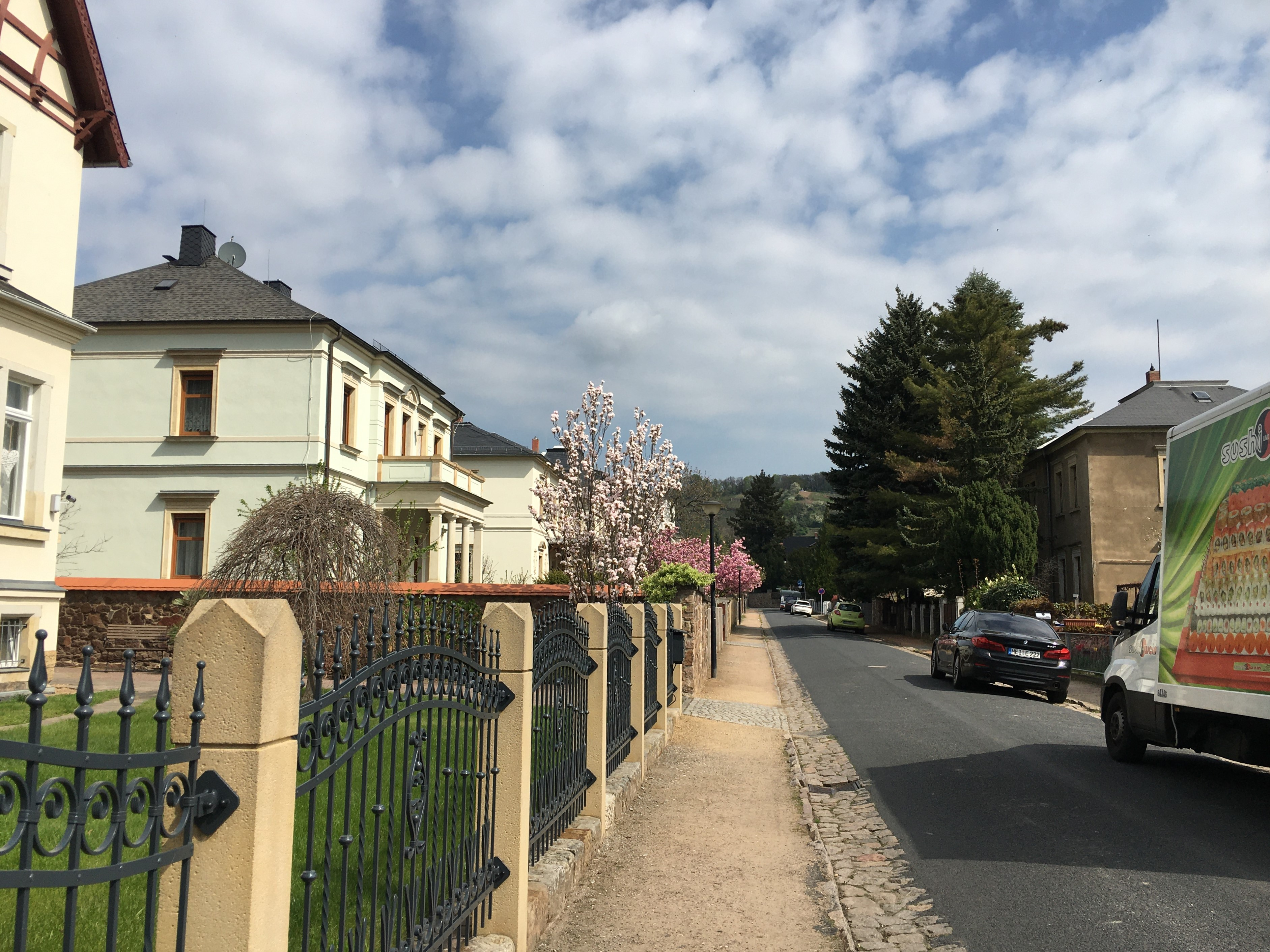
Rua Käthe-Kollwitz-Straße, Kötzschenbroda e Radebeul
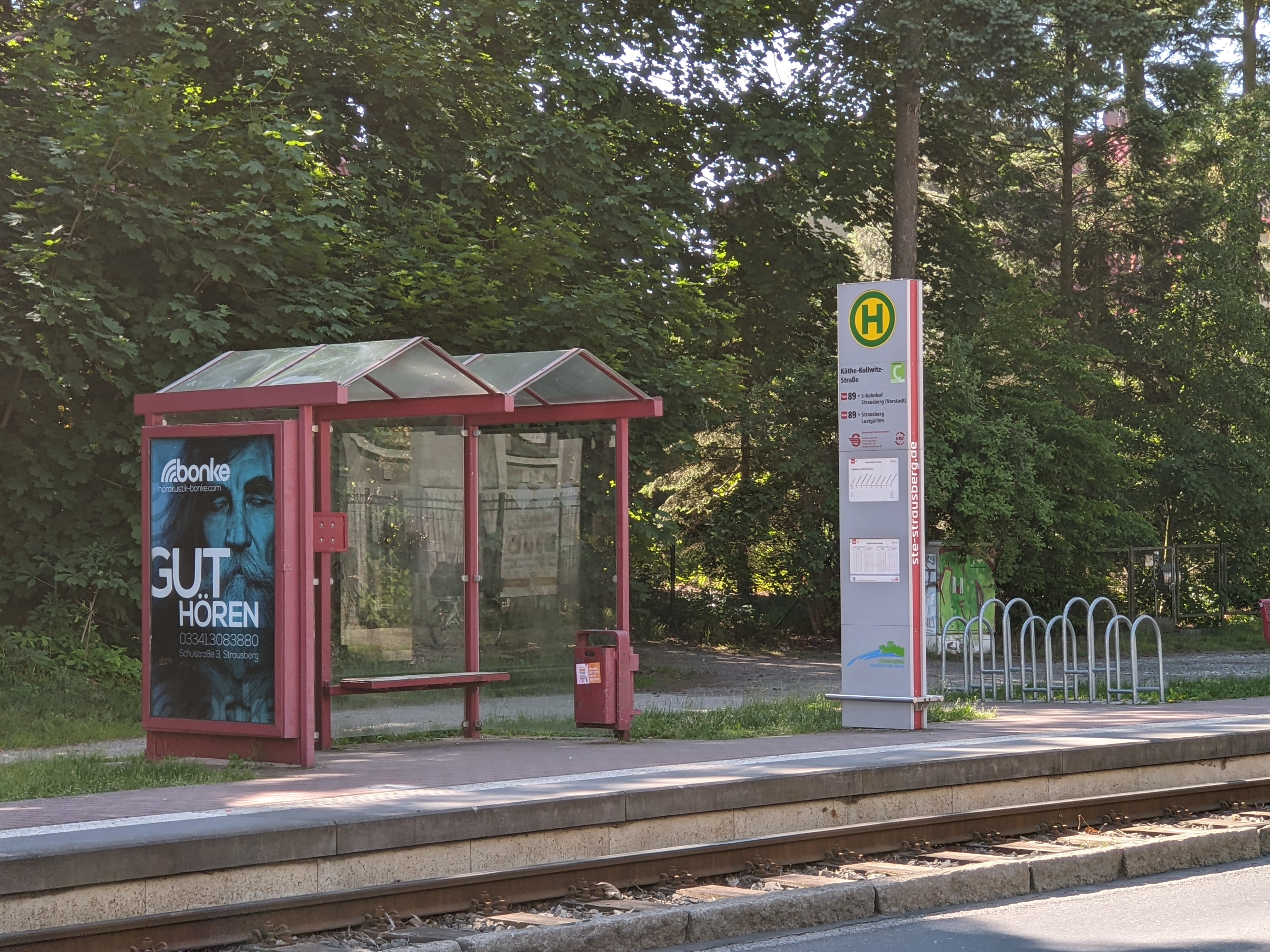
Rua Käthe-Kollwitz-Strasse, Strausberg
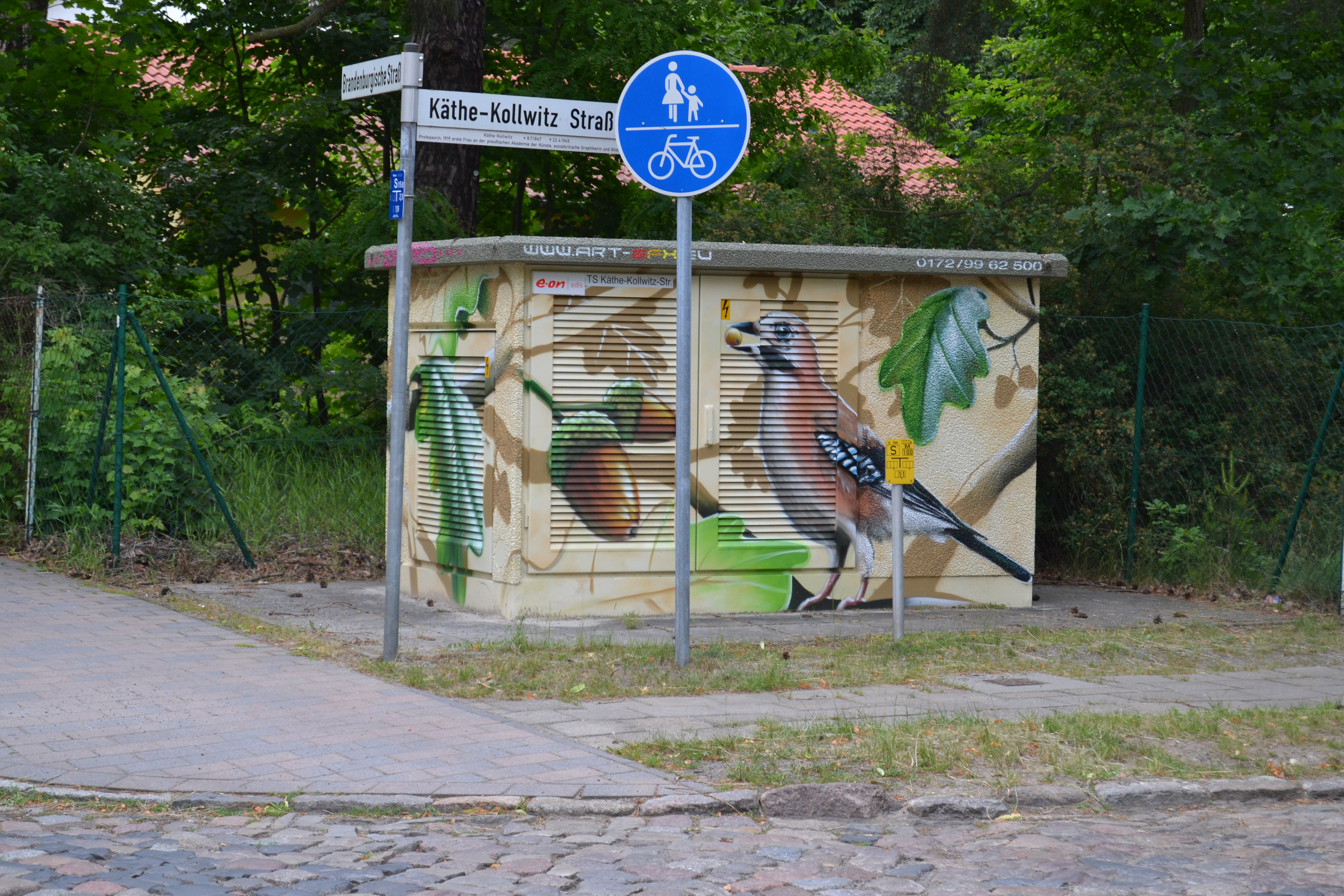
Casa transformadora Käthe-Kollwitz Straße, Schöneiche perto de Berlim
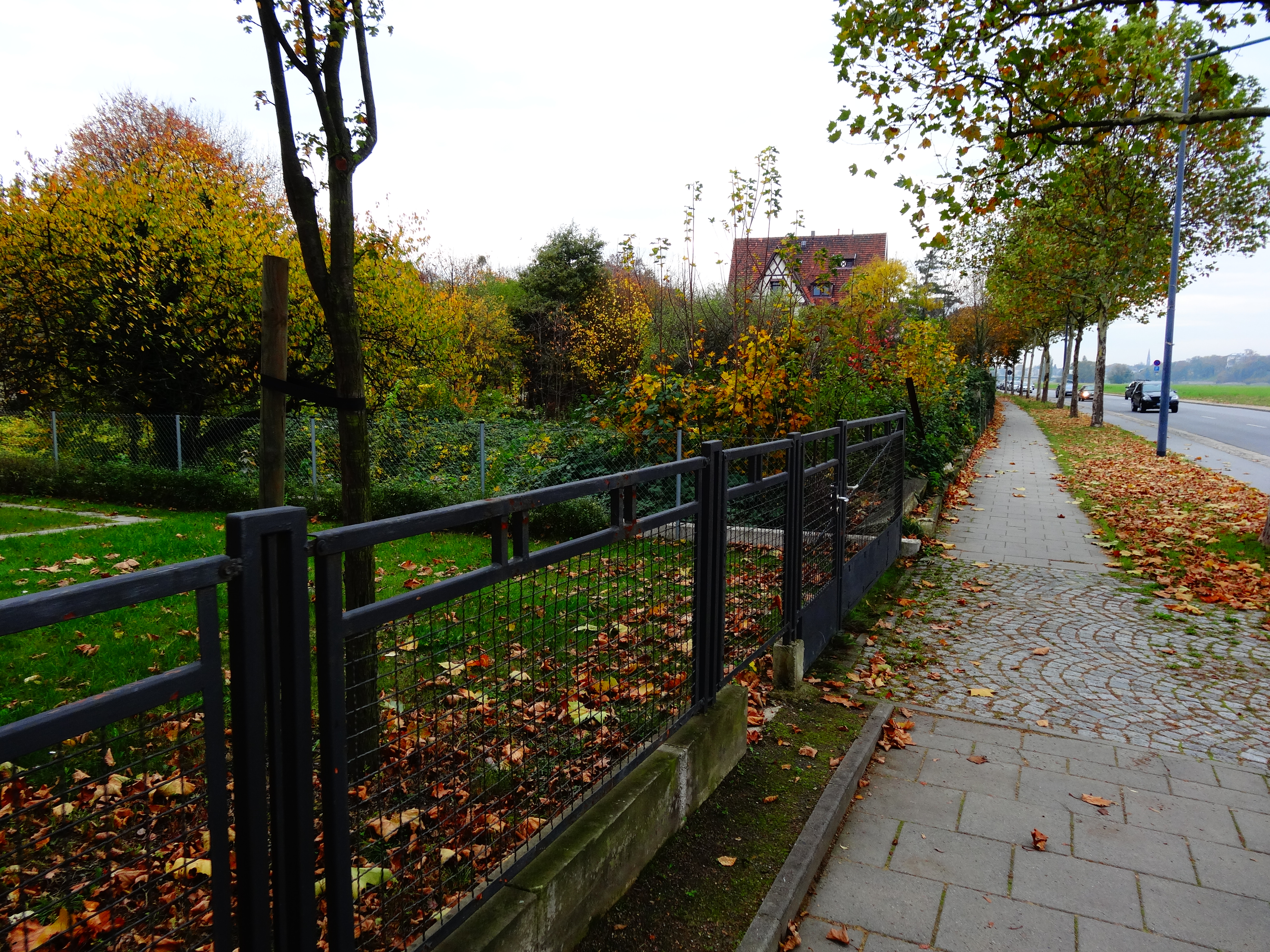
Käthe-Kollwitz-Ufer, Dresda

## Prêmios
- Desde 1960, o Prêmio Käthe Kollwitz da Academia de Artes de Berlim comemora a adesão e o trabalho de Käthe Kollwitz na instituição, bem como sua renúncia forçada em 1933 pelo partido nazista. [16] .
- O Bundespost homenageou Kollwitz pela primeira vez em 1954 na série “For Welfare – Helpers of Mankind ” "Para o Bem-Estar – Ajudantes da Humanidade" com o selo especial 7+3 pfennig ( Michel No. 200). Além disso, o Deutsche Bundespost (correio nacional alemão) emitiu um selo em homenagem a Kollwitz em 1989 como parte da série definitiva de selos Mulheres na História Alemã . O selo tinha valor nominal de trinta pfennigs e é numerado Michel-No. Catalogado em 1488.
- Os Correios da República Democrática Alemã homenagearam Kollwitz com dois selos da série Kunstwoche. Os selos de 25 pfennig “Nunca mais guerra” (Michel nº 1609) e o selo de trinta pfennig “Mãe com filho” (Michel nº 1610) representam obras de arte de Kollwitz.
- Um dos primeiros novos trens Intercity Express ( ICE 4 ) recebeu o nome de Käthe Kollwitz no final de outubro de 2017. [17]
- O asteroide Kollwitz (8827) leva seu nome.
- Em dezembro de 2017, o gabinete bávaro decidiu incluir um busto de Käthe Kollwitz no Walhalla . [18] O busto, feito pelo escultor Uwe Spiekermann, foi inaugurado cerimoniosamente no Walhalla em 29 de maio de 2019. Käthe Kollwitz é a 13ª. Mulher homenageada no Hall da Fama. [19] [20]

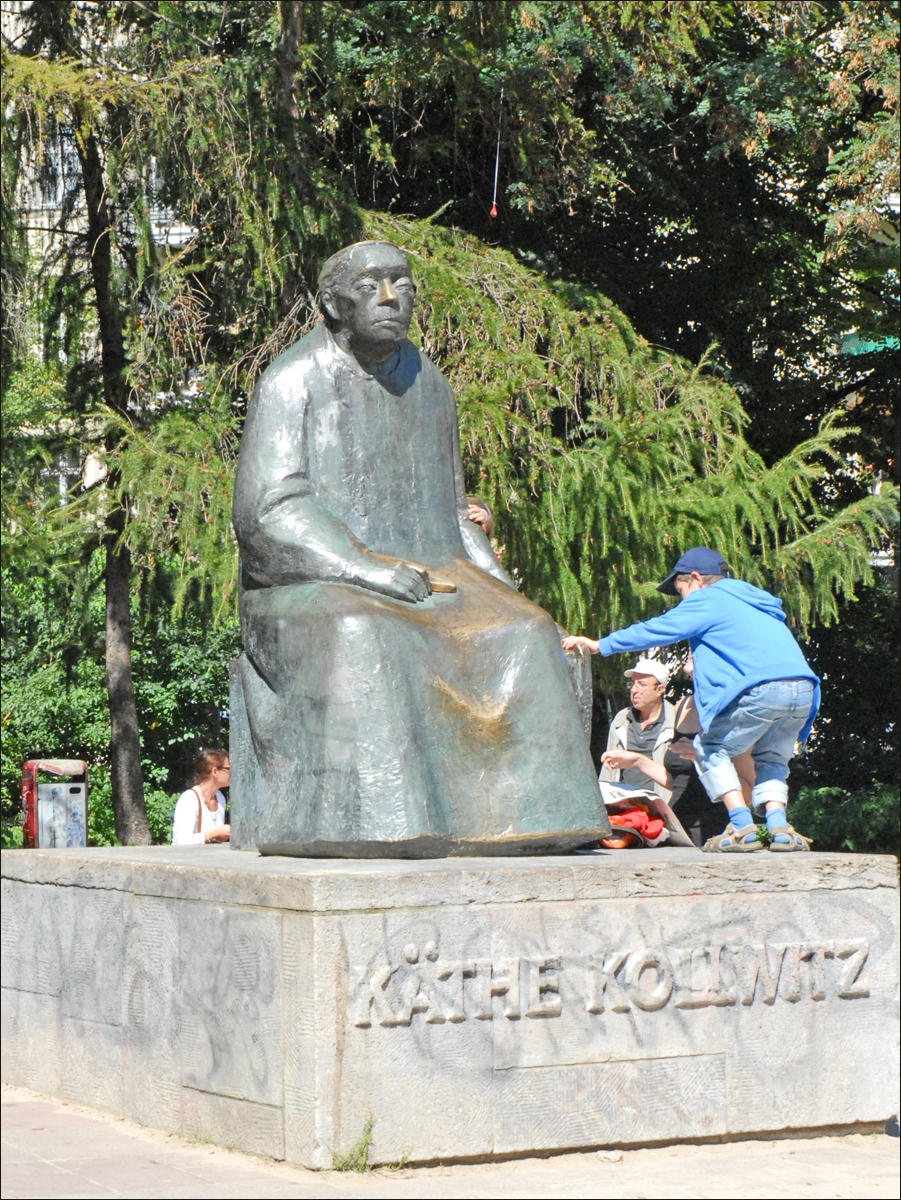
O monumento a Käthe Kollwitz de Gustav Seitztem sido o centro da Kollwitzplatz (Praça Kollwitz) em Berlim, fundada em 1961.
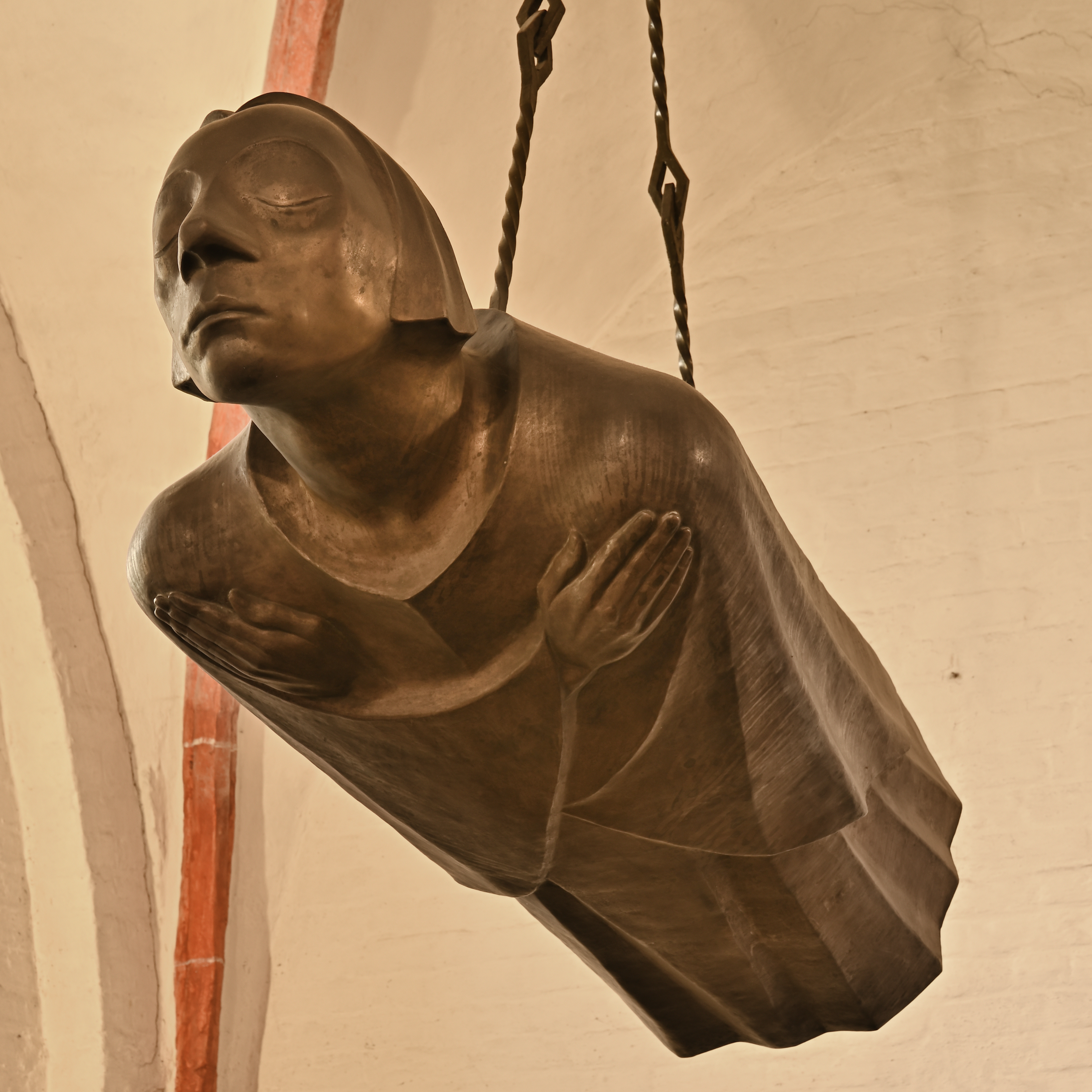
Ernest Barlachdeu à sua escultura Anjo Flutuante(1927) ou Rosto de Käthe Kollwitz. Aqui está o elemento Catedral de Gustrow. Outro elemento está na Antoniterkirche em Colônia
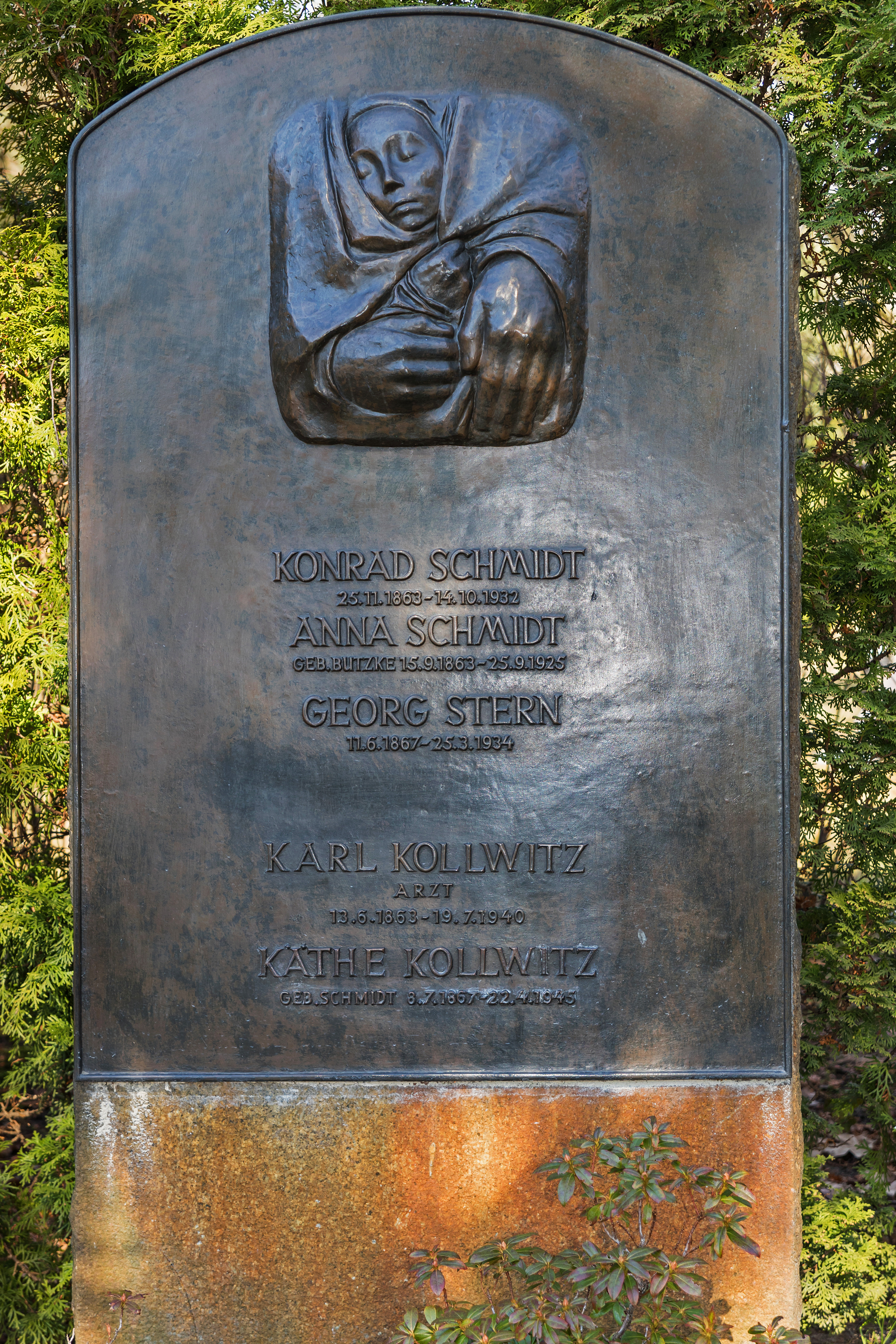
Túmulo honoráriode Käthe Kollwitz no  Cemitério Central de Friedrichsfelde,em Berlim
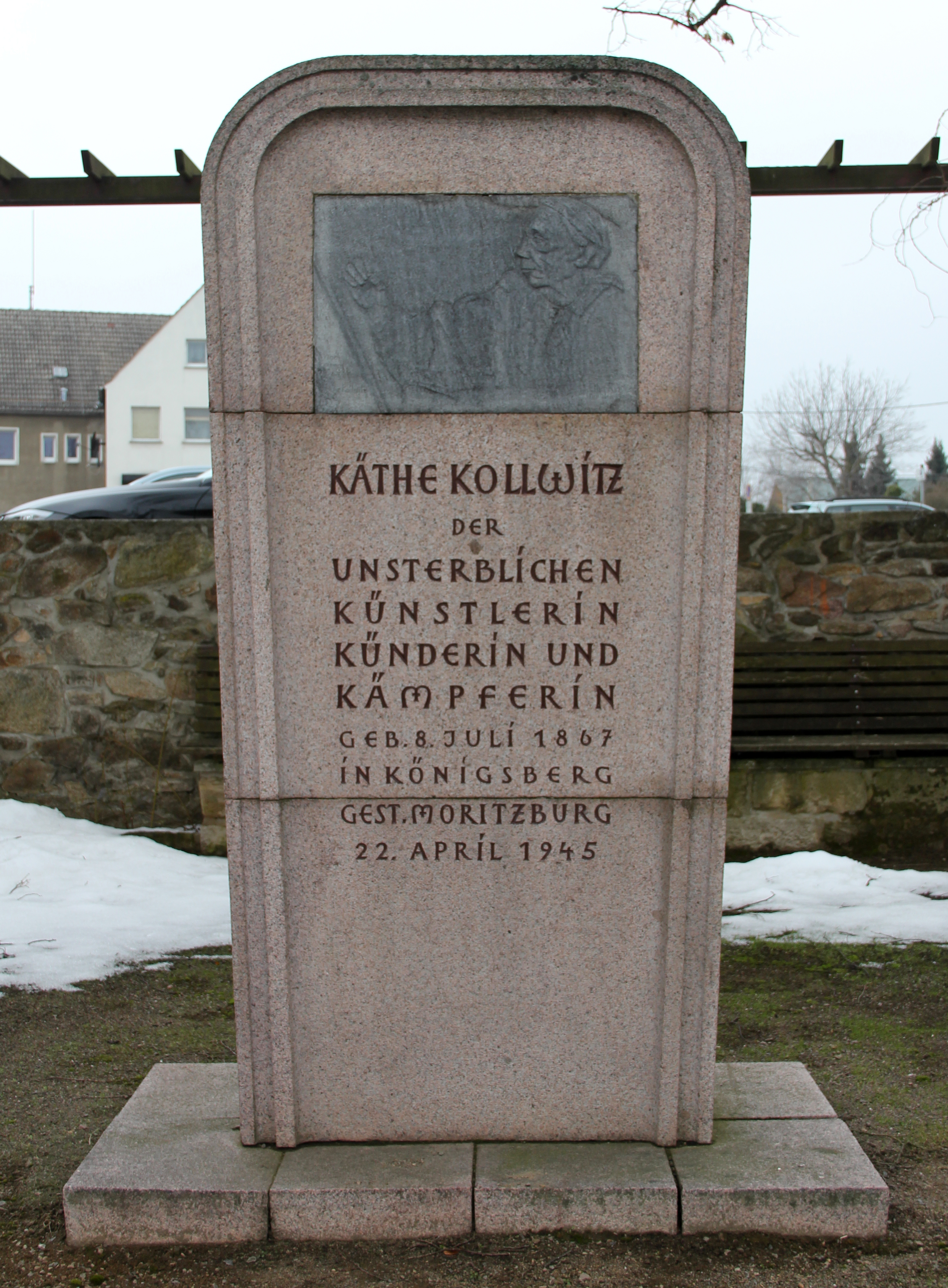
Pedra memorial no Schloßallee em Moritzburg com relevo deEtha Richter
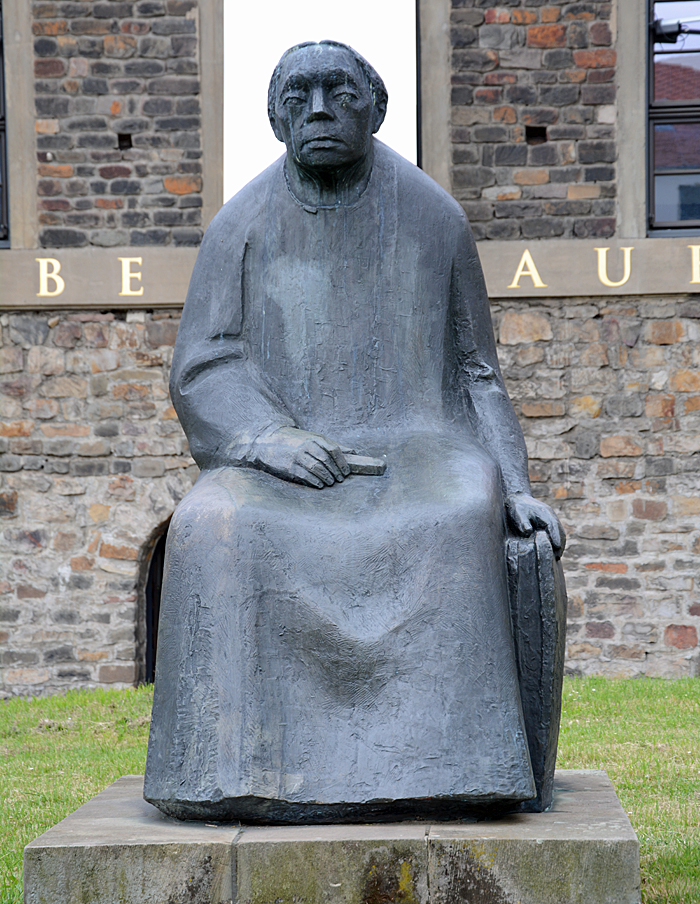
Monumento a Käthe Kollwitz por Gustav Seitzem Magdeburgo

## filme
- Käthe Kollwitz - Imagens de uma vida . Longa-metragem, RDA, ano de produção: 1986, 95 min., escrito e dirigido por: Ralf Kirsten, produção: DEFA, estreia: 23 de abril de 1987 [21]
- Käthe Kollwitz em Moritzburg . Documentário, RDA, ano de produção: 1987, 25 min., escrito e dirigido por: Ulrich Teschner, produção: DEFA, estreia: 25 de novembro de 1988 [22]
- Kollwitz - Uma vida de paixão . Documentário, Alemanha, 2016, 51:55 min., livro: Sonya Winterberg, diretor: Henrike Sandner e Yury Winterberg, produção: LOOKSfilm, rbb, arte, primeira transmissão: 4 de julho de 2017 na arte, sinopse da ARD, crítica .

## Links da web
- Literatura de e sobre Käthe Kollwitz (em alemão) no catálogo da Biblioteca Nacional da Alemanha
- Obras de e sobre Käthe Kollwitz na Biblioteca Digital Alemã
- Käthe-Kollwitz-Archiv  Arquivo da Academia de Artes Akademie der Künste, Berlin
- Käthe Kollwitz im Bildindex
- Käthe Kollwitz in der digitalen Sammlung der Staatlichen Kunstsammlungen Dresden

Biografias
- O artista – linha do tempo em kollwitz.de
- Lutz Walther, Levke Harders: Käthe Kollwitz.
- Biografia de Kollwitz
- Joey Horsley: Käthe Kollwitz. In: FemBio. Pesquisa biográfica de mulheres

Museus
- Museu Käthe Kollwitz Berlim
- Museu Käthe Kollwitz Colônia
- Casa Käthe Kollwitz Moritzburg

1. ↑  https://www.kollwitz.de/en/poster-against-paragraph-218-kn-198 Em falta ou vazio |título= (ajuda)
2. ↑  KEARNS,, Martha (1976). Kathë Kollwitz: Woman and Artist. [S.l.]: (Old Westbury, New York: The Feminist Press
3. ↑  Simone, Eliana De (2004). Käthe Kollwitz. [S.l.]: Edusp
4. ↑  «Stale Session». Consultado em 26 de julho de 2022
5. ↑  «SKD | Online Collection». Consultado em 21 de março de 2024
6. ↑  Plakat Nieder mit den Abtreibungs-Paragraphen! und Erläuterung Der Abtreibungsparagraph 218. Im LeMO
7. ↑  Schreiben des Volksbunds Deutsche Kriegsgräberfürsorge vom 31. März 2014 an seine Mitglieder.
8. ↑  Käthe Kollwitz – Die Plastik. Werkverzeichnis. In: Käthe Kollwitz Museum Köln, abgerufen am 6. Januar 2018.
9. ↑  Nikolaus Bernau (27 de fevereiro de 2020). «Umzug. Käthe-Kollwitz-Museum zieht ins Schloss Charlottenburg». berliner-zeitung.de. Consultado em 26 de junho de 2022
10. ↑  Käthe Kollwitz Museum Sint Maartensplein 15, Box: B. 8680 Koekelare. «Käthe Kollwitz Museum». Consultado em 12 de julho de 2019
11. ↑  Hendrik Lasch: Ein Sterbehaus, das zu wenig zum Leben hat. Das Käthe-Kollwitz-Museum im sächsischen Moritzburg bangt angesichts andauernden Geldmangels um seine Existenz. In: nd Der Tag vom 16. Dezember 2020, S. 3
12. ↑  «SKD | Online Collection». Consultado em 26 de julho de 2022
13. ↑  Kollwitz, Käthe; abgerufen am 16. November 2022
14. ↑  Der Orden Pour le Mérite für Wissenschaft und Künste: Die Mitglieder des Ordens Band II (1882–1952), Gebr.
15. ↑  Michael Bienert: „Erinnerungen füllten alle Räume.“
16. ↑  Akademie der Künste, Berlin und Käthe Kollwitz Museum Köln (Hrsg.)
17. ↑  Arquivado em [Falta data] na inside.bahn.de [Erro: arquivo url desconhecido]
18. ↑  https://www.sueddeutsche.de/politik/kabinett-donaustauf-kaethe-kollwitz-und-max-planck-kommen-in-die-walhalla-dpa.urn-newsml-dpa-com-20090101-171219-99-342250 Em falta ou vazio |título= (ajuda)
19. ↑  https://www.sueddeutsche.de/kultur/museen-donaustauf-kaethe-kollwitz-bueste-in-der-walhalla-dpa.urn-newsml-dpa-com-20090101-190529-99-434604 Em falta ou vazio |título= (ajuda)
20. ↑  Wochenblatt vom 1. Juni 2019; abgerufen am 2. Juni 2019.
21. ↑  «Käthe Kollwitz - Bilder eines Lebens (in der Filmdatenbank der DEFA-Stiftung)». Consultado em 26 de janeiro de 2021
22. ↑  «Käthe Kollwitz in Moritzburg (in der Filmdatenbank der DEFA-Stiftung)». Consultado em 26 de janeiro de 2021